# 交通號誌

交通號誌變換燈號情形的模擬動畫，注意並非真實的變換時間。

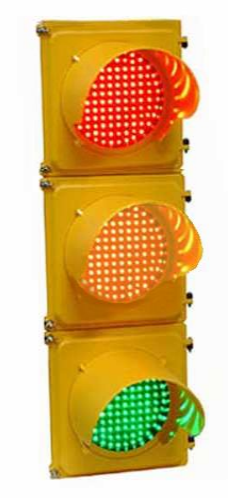
標準的縱排交通號誌排列順序：紅燈在最上方、黃燈位於紅燈下方、綠燈則位在最下方。

交通號誌（英語：Traffic Light），俗稱紅綠燈，是以規定之時間上交互更換的光色訊號，通常設置於交岔路口或其他需要交通管制的地點，用以將道路通行權指定給車輛駕駛人與行人，管制其通行、停止及轉向的交通管制設施。交通信号灯是以電力为能源運轉之交通管制設施，以紅、黃、綠三色燈號或輔以声音讯号，指示車輛及行人停止、注意與行進。
世界上第一盞手動且以煤氣燈照明的交通信號燈於西元1868年12月在英國倫敦威斯敏斯特宫前的大桥街（Bridge Street）、大喬治街（Great George Street）與国会街（Parliament Street）交汇处启用，该交通灯灯柱高22英尺（6.7），设有红、绿两色煤气灯。这盏灯对交通控制起到一定作用，但它在使用二十多天后发生爆炸，使操作交通灯的警察殉职（另一說為燒傷）。随后这种交通灯停用，直到以电作为能源的交通灯开始使用为止。而在1890年代晚期，交通信號系統逐漸被重視，並在1910年美國芝加哥的厄內斯特·西林（Earnest Sirrine）成功申請了全世界第一個自動交通信號控制系統的專利，其交通信號控制系統使用了“停止（STOP）”以及“前行（PROCEED）”的字樣，縱使這個信號系統是不會亮的。
交通信號燈大多根據不同的顏色（通常為紅色、黃色（歐洲等國使用帶有些許橙色的琥珀黃）以及帶有些許青色的綠色）來給予並指示各道路的通行權，以下根據不同形式的燈號來說明其意義：
- “綠燈”在絕大多數國家代表著有絕對的通行權，而“圓形的綠燈”代表任何方向皆有通行權（但在中国大陸和美國等地當圓形綠燈亮起時左轉車輛必須禮讓對向直行車輛），“箭頭綠燈”代表箭頭所指向的方向有絕對的通行權。
- “黃燈”的作用在於提醒駕駛人交通信號燈即將轉換成紅燈，亦即該道路即將失去通行權。在某些國家，例如英國，當“黃燈”和“紅燈”並亮代表交通信號燈即將轉換成綠燈。[4]有些地方會要求駕駛人在黃燈亮起時就必須停止，以策安全。
- “閃爍黃燈”是一種警告的號誌形式。在大多數國家“閃爍圓形黃燈”代表駕駛可直接通行，但要小心確認路口是否能安全通過，並禮讓行人以及具有優先路權的車輛。在英國，“閃爍圓形黃燈”（閃爍琥珀黃）只用在鵜鶘式人行橫道（一種可由行人自行操縱信號燈的人行横道），其用以指示駕駛人當橫道線上沒有行人時是可以通過的。而在美國，除了“閃爍圓形黃燈”之外，還有一種新制定出來的黃色閃爍燈號——“閃爍黃燈箭頭”，用以指示欲左轉的駕駛人在等待並禮讓對向直行來車之後是允許直接左轉的，其意涵大致與“圓形綠燈”相仿，但該國有研究指出“閃爍黃燈箭頭”比起傳統的“圓形綠燈”還更令駕駛人了解其意思。[5]
- “紅燈”在絕大多數國家代表完全禁止任何車輛、行人通行（但已開啟警示燈及蜂鳴器之消防車、救護車及警車可在交通暢順及安全的情況下闖紅燈以便更快趕抵目的地進行救援或辦案）。而在部分國家，“圓形紅燈”允許駕駛人在路口依據道路通行方向轉彎（通常右側通行國家允許右轉、左側通行則左轉），但有些地方卻明文完全禁止。紅燈除“圓形紅燈”的形式之外，部分將左右轉信號燈和直行信號燈分開的國家如中國大陸、美國就存在“箭頭紅燈”這種燈號，代表該方向「絕對禁止通行」。在大部分國家，同一個號誌燈箱的紅燈不會與綠燈同時亮起，但部分左右轉專用信號與直行專用信號合併的國家除外，例如日本。
- “閃爍紅燈”在大多數國家等於“停車再開”，代表駕駛欲經過路口前必須完全停止，禮讓通過路口的行人及橫向道路（大多為主幹道）的車輛，待路口淨空之後方可通過。

在某些國家，當發生交通事故時，交通信號燈的燈號會轉變為閃爍形式，其燈號形式可能是主幹道為閃爍黃燈、支道為閃爍紅燈，抑或所有方向之道路皆為閃爍紅燈。閃爍形式的交通信號燈亦可能使用於當交通流量較低的時段，例如深夜時段。

## 歷史

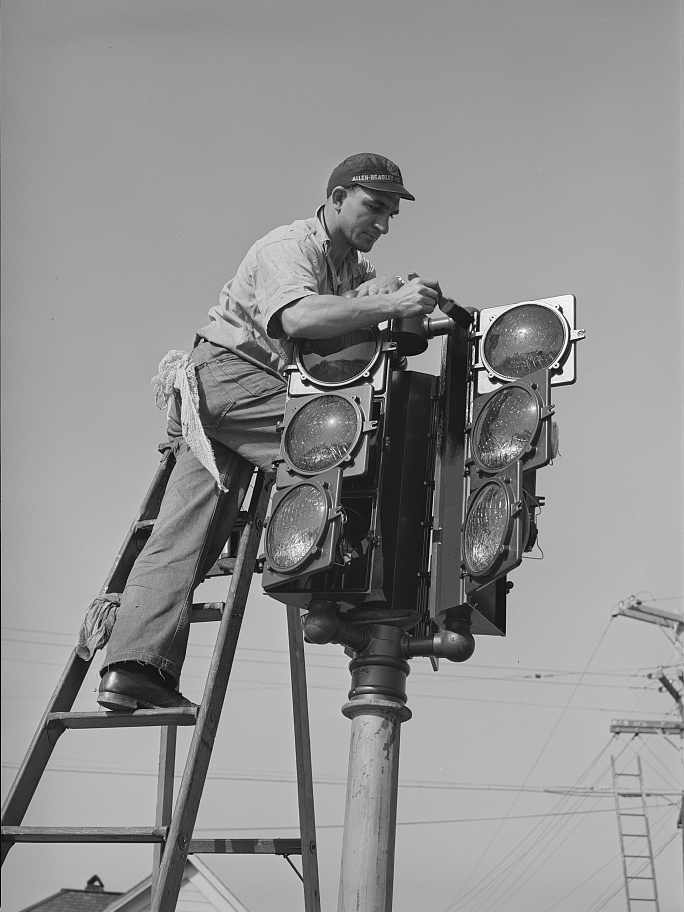
1940年12月，美國加利福尼亞州聖地牙哥一名工人正設置交通號誌。

在交通信號燈尚未發明之前，交通流皆由交通警察所控制。有充分證據顯示在1722年的倫敦橋:3，有三名警員被指派去指揮進出倫敦橋的交通，每個警員會互相幫忙指揮交通，其中有警員負責幫忙指揮從萨瑟克到倫敦的車流，並確保所有車都能停在橋端等待另外一端的車流通過，而有警員負責指揮從倫敦到萨瑟克的車流。
1868年12月9日，全世界第一座燃煤照明的交通信號燈在倫敦威斯敏斯特宫前的大桥街（Bridge Street）、大佐治街（Great George Street）與国会街（Parliament Street）交汇处被启用，這項設施是由諾丁漢的鐵路工程師約翰·皮克·奈特所提出，他從他的鐵路信號系統中改編了這項發明，並由鐵路信號工程師約翰·薩克斯比和約翰·斯廷森·農夫共同建造這項設施。這個設施被發明的主要原因是因為西敏橋前有大量的馬匹，如此龐大的馬匹流量促使數以千計的行人被迫行走在威斯敏斯特宫旁，為了解決此壅塞問題才發明此一設施。此交通信號燈結合了三種臂板信號，並使用了紅色及綠色的煤氣燈做為夜間使用，而在燈柱上則有警察以控制桿操作此一信號燈。這座交通信號燈高22英尺（6.7），當臂板水平伸出時代表駕駛必須“停止”，而當臂板水平向下45度角時則代表駕駛必須“注意”前行。在夜晚時紅色煤氣燈亮起時代表必須“停止”，而綠色煤氣燈則代表“注意”。
縱使這是一項成功管控交通流量的發明，但它卻在1869年1月2日（啟用24天後）爆炸，並導致路面下的天然氣洩漏、且造成一名警察殉職（有一說為被炸傷or killing）。隨後這種交通信號燈旋即被停用，直到以电作为能源的交通信号灯开始被使用为止。
在20世紀初，像倫敦這種臂板式信号机在全美各地被廣泛使用，且各州有各自的設計。例如1908年的美国俄亥俄州托萊多就使用了高8英尺（2.4）、綠底白字且上面印有“停止（Stop）”和“出發（Go）”字樣的臂板信號，以及紅色與綠色的煤油燈供夜間使用。:22 該信號燈由交通警察所控制，並在改變信號之前吹哨以警示駕駛，而這種設計也被使用在费城及底特律等大城市。:23 這個例子是美國初次嘗試使用更明顯的交通控制形式去管制交通，並使得臂板式信号机有了更進一步的發展，而這項設計則是根據鐵路信號所發明的。
1912年，一座交通控制裝置被設置於法國巴黎的蒙馬特街（法語：Rue Montmartre）與格蘭德大道（法語：Grande Boulevard）交汇处的塔頂上，這座交通塔裡頭有一名女警察，該名警察操縱了位在塔頂的四面金屬盒，且盒上印有紅色的“停止（Stop）”字樣以及白色的“出發（Go）”字樣。:33
同年，美国盐湖城警察莱斯特·怀尔研制出第一盏以电力为能源的信号灯，且該信号灯一樣只使用紅燈及綠燈而已。
1914年8月5日，美國交通信號公司（American Traffic Signal Company）在美国俄亥俄州克利夫兰的東105街（East 105th Street）以及歐幾里德大街（Euclid Avenue）交汇处角落安装了一个交通信号控制系统:27–28，該信號系统有紅色和綠色兩種顏色，並附有蜂鳴器，此系統是依據詹姆斯·霍格（James Hoge）的設計，该設計在发生紧急情况时可允许警察及消防隊員控制信号，並改變信號顏色以示警告。
1920年，第一座三色信號燈在密西根州底特律由美國警官威廉·波茨（William Potts）所發明，這盞交通信號燈第一次使用三種顏色並首次出現在底特律的密歇根和伍德沃德大道（Woodward Avenues）交匯處，而在後面控制這盞交通信號燈的人正是威廉·波茨本人，他當時擔心四個分別控制四個方向信號燈的警員無法在同一時間同時改變信號，而解決之道就是再添加第三種顏色──琥珀黃色，這個顏色恰好與鐵路信號的顏色相同。:93 波茨還在各個信號燈放置計時器以協助四個方向的交通信號燈，而這個交通信號燈很快就用十二個探照燈來控制路口交通，該路口則是當時世界上最繁忙的路口之一，每日有超過兩萬輛汽車經過此路口。:35
同年10月，在美國洛杉磯百老匯（Broadway）的五個交匯處安裝了當地首批全自動交通信號燈，這些由“頂峰交通號誌有限公司（Acme Traffic Signal Co.）”所製造的號誌燈上頭配有“停止（Stop）”以及“出發（Go）”字樣的臂板，並附上小型紅燈和綠燈；鈴聲則相當於現今的黃燈，當鈴聲響起的同時信號也會跟著改變，而整個響鈴的過程花費近五秒鐘左右。在1923年之前整座城市已安裝了31座由“頂峰交通號誌有限公司”所製造的交通控制裝置。“頂峰交通號誌有限公司”所製的交通信號燈經常在華納兄弟的影視裡出現，乐一通與梅里小旋律等卡通就是以它響亮的鈴聲作為其喜劇效果。
第一座互聯式交通信號系統在1917年於盐湖城設置，其使用手動開關同時控制了六個路口的交通信號。:32 而在1922年3月，德州休斯敦引進了全自動互聯式交通信號燈。
1922年開始，交通信號燈開始使用全自動的計時器來控制。克勞斯·海因茲（Crouse Hinds）是第一個在交通信號燈加裝計時器的公司，該公司專門製造鐵路信號器並且在他們公司總部的所在地──休斯敦發明了第一盞定時號誌。:385 在交通信號燈加裝計時器最主要的優點是可以節省人力成本，而像紐約市就可以因此重新分配警員職務，在六千名警員當中只需要五百名分配到交通隊，這使得城市省下了 12,500,000 美金的成本支出。:385
非裔美國籍發明家加勒特·摩根（Garrett Morgan）在親眼目睹汽車和馬車間的交通事故之後，提交了一項美國交通信號的專利，並在1923年11月20日將專利編號 1,475,024授予摩根的三位式交通信號。雖然網站 HISTORY.com 認為這個發明是現今黃燈的始祖，但其實早在先前（包含前述所提的底特律警官威廉·波茨所發明的交通信號燈）就已經有黃燈的存在了。
而英國的第一批交通信號燈在1926年於皮卡迪利廣場（Piccadilly Circus）設置，翌年（1927年）於伍尔弗汉普顿王子廣場（Princes Square）的利奇菲爾德街（Lichfield Street）與公主街（Princess Street）引進了英國首座全自動交通信號燈。
澳洲第一批交通信號燈則是在1928年於墨爾本的柯林斯（Collins）與斯旺斯頓街（Swanston Street）交匯處被設置。
而每個方向三個燈共四個方向十二個燈的信號燈系統直到1928年才開始被使用，這種信號燈系統的另一個特徵就是具有燈罩，且每個信號燈的鏡面都以噴砂的方式來增加白天的能見度。:383 而不管是交通塔形式的交通信號燈或臂板式信號機在1930年之前已逐步被淘汰，原因是交通塔體積過於龐大且會阻礙交通；臂板式信號則是太小以致於駕駛在夜間無法辨識。:382
印度南部第一座交通信號燈於1953年在金奈的埃格莫爾交界處被設置，而班加罗尔的第一座交通信號燈則於1963年設置在“政府圓環（Corporation Circle）”。
美國交通信號的控制在1950年代隨著計算機的崛起而有了很大的改革。由於計算機的崛起，由計算機偵測車流的新型交通信號燈使得克罗斯比镇的交通流量更快更暢通。而在當時，有些路口會設置“壓力板（一種可以用來探測車流通過的非固體方塊）”，一旦有車在該壓力板上，計算機就會知道該車輛正在停等紅燈。:135 有些甚至還可以偵測出現在有多少車輛正在停等紅燈以及第一輛車已經停等多久的紅燈。:141 其中一項有歷史記載關於用計算機控制信號燈的例子是在1952年的丹佛，一部計算機控制了120盞交通信號燈並載有六部壓敏探測器以測量進出城的交通流量。該系統設於中心商务区，該區最繁忙的交通就位處市中心地區與北部以及東北部的部分城市，而負責控制整個系統的電腦控制室就位於縣市大樓的地下室。:141 隨著電子計算機逐漸發展，交通信號控制也獲得改善且易於控制。1967年，加拿大多伦多是第一個用更先進的計算機去偵測車流以控制信號的城市:141，透過更新更好的計算機去計算車流量使得交通流比起以往使用交通塔的方式更快更順暢，而該城市用電腦以透過電話線的方式成功控制了159盞交通信號燈，人們因此讚揚電子計算機的偵測能力。多虧電子計算機的偵測能力，使得電子計算機足以根據停等紅燈的車流量來改變綠燈週期長短:143，並使電子計算機成為現今二十一世紀所使用的交通管制模式。
交通信號燈的倒數計時顯示器在1990年代被引進，這種顯示器對行人穿越馬路是相當有幫助的，並可使行人判斷是否還有足夠時間去穿越路口。在美國，倒數計時顯示器是不准用於行車管制方面的，但現今對於路幅較寬的行人專用信號燈而言，行人倒數計時顯示器是有必要的。

## 交通信號燈的種類與顏色排列順序

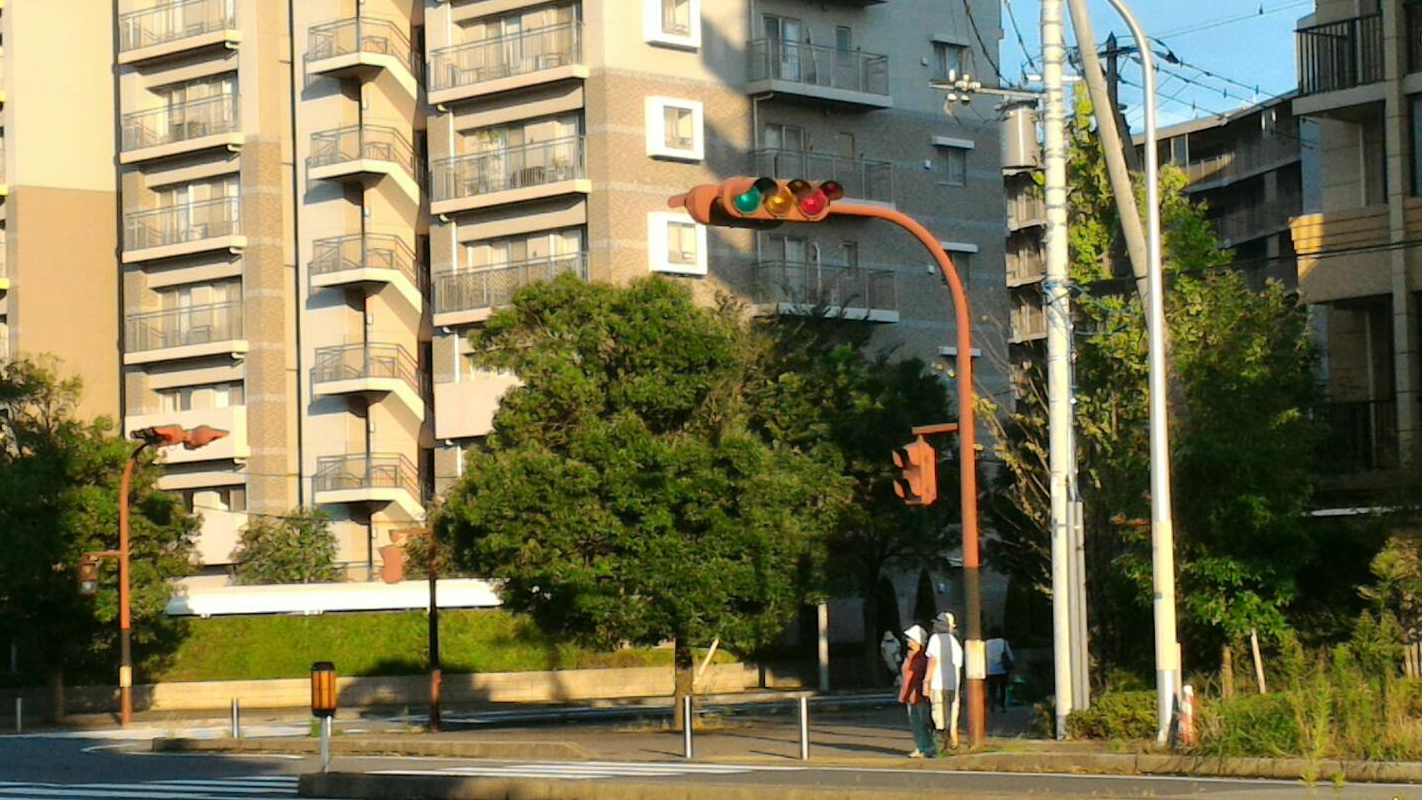
位於日本千葉縣印西市北總花之丘公園附近的交通號誌

“號誌顯示（Aspect）”在交通號誌的術語裡是指面向駕駛者的信號燈面，而“燈面”係作為控制單向交通之用，其中包含一個或數個“鏡面”，通常一個號誌燈面含有三個鏡面，分別為紅、黃（標準為琥珀色）、綠（略偏青色的綠）三種顏色。典型的縱排交通信號燈有三個鏡面，鏡面顏色由上至下分別為紅、黃（琥珀色）、綠（青綠色），而橫排交通信號燈會根據道路通行方向的不同而有所差異，通常在右側通行的國家及地區，鏡面顏色由左至右分別為紅、黃（琥珀色）、綠（青綠色）；而左側通行的國家及地區，鏡面顏色由左至右分別為綠（青綠色）、黃（琥珀色）、紅。在某些交通環境較複雜的情況下，可能會有箭頭燈號以作為指引方向用，至於箭頭燈號的排列則依據各國標準而有所不同。

### 單一號誌顯示
是交通信號燈最簡單的表示形式，可能由單一鏡面組成亦有可能由兩個同一顏色的鏡面所組成，其目的通常是警告具共用路權的駕駛者可能發生的潛在衝突或危險。單色號誌通常有以下形式：
- 閃爍紅燈：在美國，相當於“停車再開”的意思。在法國，閃爍紅燈代表必須完全停止，且通常使用在鐵路道口、機場跑道或旋转桥上。
- 閃爍黃燈：代表警告或者前方有交通事故的意思。
- 閃爍綠燈：根據不同地方有不同的意思。閃爍綠燈可能代表允許駕駛直行且亦允許在路口處左轉（或右轉）；閃爍綠燈亦可能代表綠燈週期即將結束而轉變成黃燈（例如中国大陆、马来西亚），又或者代表該路口是人行橫道。（例如不列颠哥伦比亚省、加拿大或墨西哥的墨西哥城）

### 雙重號誌顯示
該類型號誌有兩個鏡面，通常是垂直排列，常見於鐵路道口、消防局或道路交叉口。在美國，當雙色號誌閃爍黃燈時，代表交叉路口的車流交會是不可被預期的，必須小心行駛；而當雙色號誌亮紅燈時，表示車流交會發生（例如有消防車即將駛出消防局），所有車輛就必須停止。這種雙色號誌也時常用在匝道儀控上，當駕駛準備進入一個受匝道儀控控制且交通正繁忙的高速公路時，匝道儀控會被啟動，此時當綠燈亮起時只能有一部車輛通過，紅燈時車輛必須停等於匝道上禁止進入高速公路。

### 三重號誌顯示或多重號誌顯示
通常標準的交通號誌是由紅、黃（琥珀色）、綠（青綠色）三種顏色的燈號所組成，其中黃色燈號排在紅燈及綠燈之間。
當三重號誌顯示的交通信號燈為橫排或斜排時，燈號排列順序會依據道路通行方向的不同而有所差異：在右側行駛的國家及地區，燈號顏色由左至右為紅、黃（琥珀色）、綠（青綠色）；而左側通行的國家及地區，燈號顏色由左至右分別為綠（青綠色）、黃（琥珀色）、紅。而橫排或斜排的交通信號燈之所以會因為道路通行方向不同而使得燈號排列順序有所不同，一般是認為橫排或斜排的交通信號燈通常懸空於道路上方（以懸臂桿或門架等懸掛），由於有的時候因為路邊的看板或路樹遮擋的關係，才會將所有燈號裡最重要的“紅燈”排列至駕駛最容易看到的位置，也就是靠路中央的一側。
有的時候會根據情況而增加其他燈號以做更多的控制，例如路面電車的信號燈或者單獨只允許或禁止車輛右轉、直行或左轉的“箭頭燈號”。

### 交通信號燈的週期
一般而言，一個路口在號誌週期的任何時刻至少要有一個方向的交通信號燈是綠燈。而在某些地區，同一路口的所有信號燈會短暫地在同一時間全部亮紅燈，以淨空路口的交通，稱為“全紅時段”。而全紅時段的存在可能取決於交通流量、道路情況、路口的實體布局或者法律上的要求等。因此，現代的交通信號燈大多都有內置並於需要時啟動全紅時段，縱使這個功能在某些地區不常被使用。
而有些較舊的交通信號沒有所謂的“全紅時段”：在某方向的信號轉紅之後另一方向的信號立即轉綠。
在某些地方，有另外一種比較不太一樣的號誌週期稱作行人保護時相。在行人保護時相中，所有行車管制信號都會轉為紅燈，而此時行人可以各種方向穿越路口，甚至對角線穿越路口。

### 各地交通信號燈差別

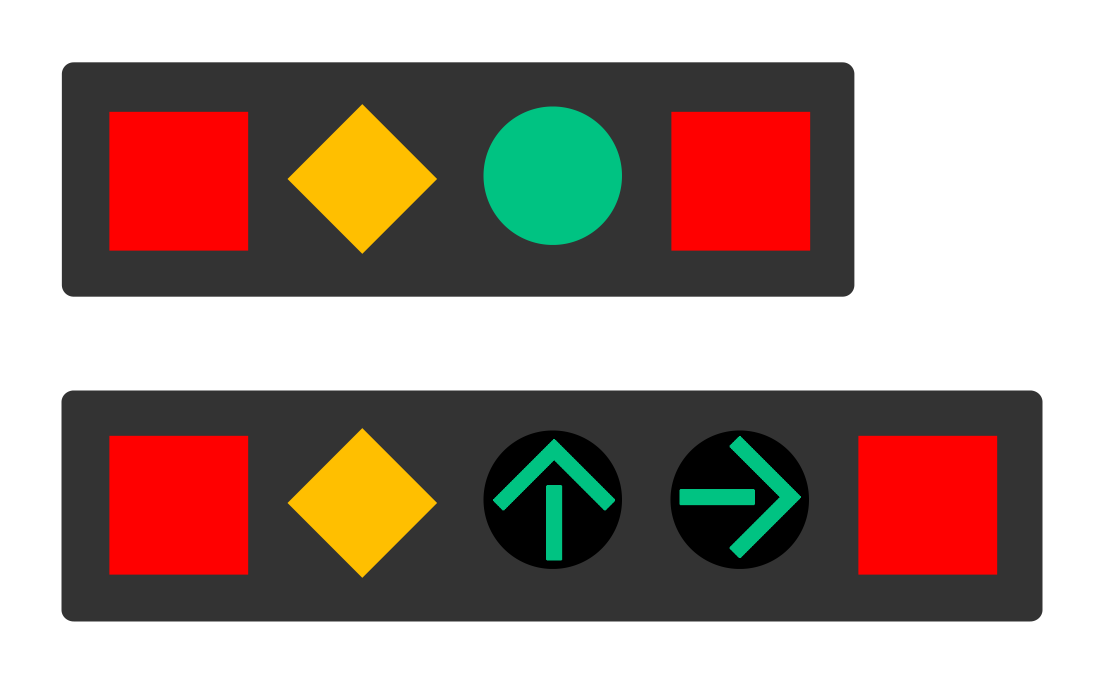
加拿大魁北克省及其三個海洋省份的橫式信號燈排法示意圖

通常行車管制用的交通信號燈都只由紅、黃、綠三種顏色所組成，且一般皆為圓形燈號，不過在加拿大魁北克省以及加拿大的三個海洋省份（大致上分布於加拿大法語區）其交通信號燈大致以橫排形式排列或縱排形式以柱立的方式設立於路邊或安全島上，且這些地區的交通信號燈有個特別的特色：橫排的信號燈紅燈一定設置兩個，且分別設於同一燈面的左右兩端。除此之外，這些地區的橫排交通信號燈有些會將不同類型的燈號用不同形狀加以區別：左右兩端的紅燈為正方形（比起一般圓形燈號的圓形面積還大）、黃燈為菱形、綠燈則為圓形。
有別於美國其他州及地區，美國南部及東南部的部分州及地區（例如佛州邁阿密都會區、德州休斯敦及新墨西哥州大部分地區），大部分交通信號燈為橫排形式（美國其他地區絕大部分的信號燈皆為縱排），之所以排成橫排的原因是該地多颶風及風暴，為減少風阻才會如此擺放。而像加拿大的艾伯塔省也是以橫排形式設置號誌。
在日本，除了綠燈被叫做“藍燈（青信号）”之外，其他交通信號燈部分大多遵循國際上的規則。但為避免使其與國際上“綠燈行”的規則搞混，因此當局於1973年發布了一項法令，將綠燈的顏色色調盡可能地偏向藍色，這可讓綠燈實際上變得更藍以符合當地將綠燈稱作“藍燈”的習慣且不必牽強附會地硬將當地習慣稱的“藍燈”改稱作“綠燈”。
而在英國，一般交通信號燈遵循以下規則：
- 紅燈 – 停止
- 紅燈與琥珀黃燈並亮 – 停止，但表示燈號即將轉變為綠燈
- 綠燈 – 道路淨空時小心前行
- 琥珀黃燈 – 在確切可行及安全的情況下在交通信號燈前停止；如在交通信號燈前停下是不可行及/或不安全的，則以安全作為前提，盡快通過。

### 交通信號燈在水路、鐵道的應用

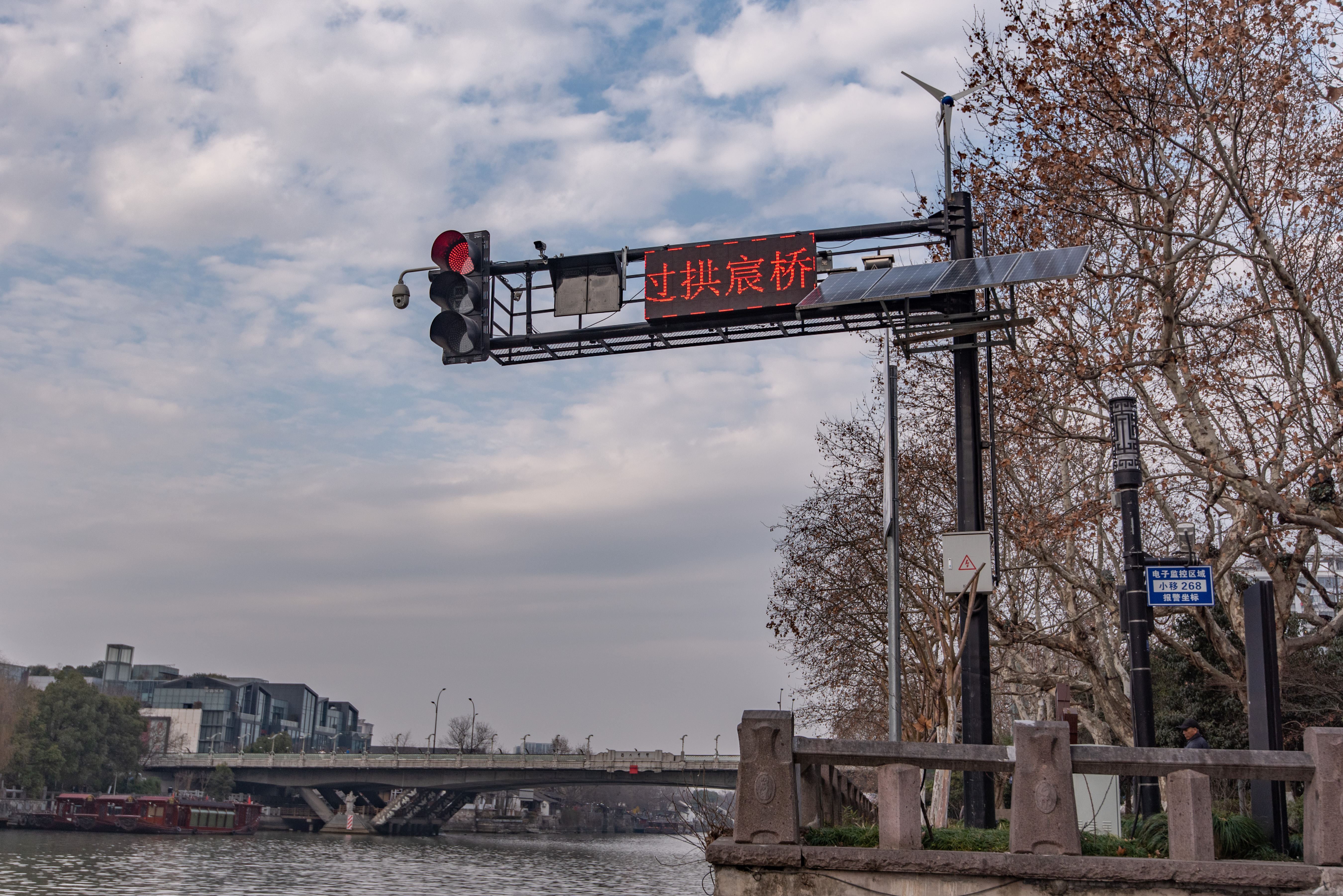
中国杭州京杭大运河拱宸桥附近的交通信号灯

三色燈號誌也應用在像上密西西比河的船閘上。紅燈代表另一艘船正在經過；黃燈代表閘室正在將水排空或填滿以符合正在接近的船隻的高度；當閘門打開之後，綠燈則代表船隻可以進入。
鐵道信號燈為避免與一般交通信號燈搞混，故鐵道信號跟一般交通信號燈鏡面排序剛好相反，亦即綠燈在最上方而紅燈在最下方。

## 行人與自行車專用信號燈

### 有聲號誌
在某些地區如澳洲、愛爾蘭等地，行人專用信號附有音響裝置，以利盲人及視覺障礙者通過路口。當信號燈為紅燈時會以緩慢的嗶嗶聲告訴行人現在路口為紅燈必須等待；當信號燈轉換成綠燈時會以連續的嗡嗡聲告知行人路口為綠燈可以通行。在澳洲昆士蘭、新南威爾士、維多利亞及西澳大利亞，有聲號誌的聲音與按鈕相同，而這種輔助技術的系統也廣泛地被使用在許多加拿大繁忙的交叉口。
在英國，海雀式人行橫道以及它的前身──鵜鶘式人行橫道都會以快速的嗶嗶聲告知行人可以安全地穿越馬路，而這個嗶嗶聲在晚間會被關閉以免干擾到鄰近居民。
美國有些州會在繁忙的交叉口設置按鈕讓行人得以通過路口，而這個按鈕會為盲人發出嗶嗶聲。當燈號改變時，內置於按鈕的揚聲器會提醒盲人可以穿越馬路；而當號誌轉為閃爍的紅色手掌時，該揚聲器會跟著行人倒數計時顯示器的數字一起倒數。

#### 日本的有聲號誌

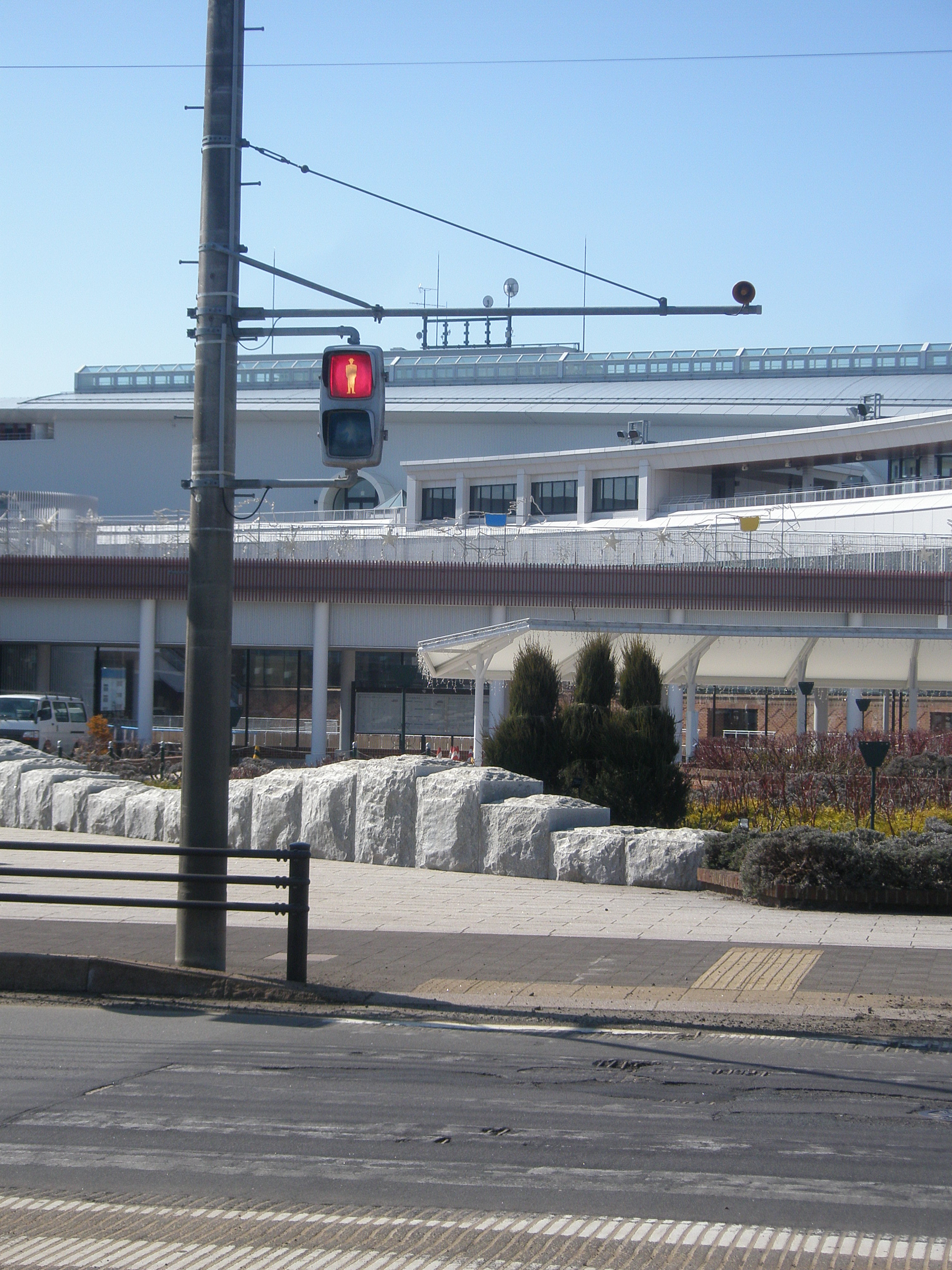
日本的有聲號誌

在日本路口普遍裝設有聲號誌，目的一樣是告知視覺障礙者是否可以通過路口。而日本的有聲號誌分成兩種：一種為“音樂式有聲號誌（メロディ式音響信号機）”，另一種為“擬聲式有聲號誌（擬音式音響信号機）”。“音樂式有聲號誌”是用播放音樂或旋律的方式告知行人可以通過路口（通常播放的音樂是日本童謠“通過吧（通りゃんせ）”以及蘇格蘭民謠“Comin' Thro' the Rye（故郷の空）”）；“擬聲式有聲號誌”則是靠模仿動物的叫聲等（通常是鳥鳴聲以及布穀鳥叫聲）來告知。而在日本，部分的有聲號誌不需按按鈕即會自動發出聲音，稱作“常時有聲號誌（常時音響式信号機）”。“常時有聲號誌”平常不需按按鈕就會發出聲音，對住在附近的鄰居而言常不堪其擾，故大部分商業區或市中心以外的住宅區或郊區等則使用“按鈕式有聲號誌（押しボタン式音響信号機）”，視障者必須按下按鈕才能透過聲音判斷是否可以通過馬路。

### 澳洲與紐西蘭
在澳洲與紐西蘭，行人專用信號燈的順序如下：
- 綠人：可安全地通過路口
- 閃爍紅人：若正在穿越路口則繼續穿越，但尚未開始穿越路口的行人不准穿越
- 紅人：禁止穿越路口

而在某些大城市（如悉尼、墨爾本、布里斯班、阿德莱德等），行人專用信號燈會附設行人倒數計時顯示器，通常是從30秒開始倒數（也就是從紅人開始閃爍的時候）。而在奧克蘭，有些行人專用信號燈會從15秒開始倒數。
有些交通信號燈會同時將所有方向的行車管制信號轉為紅燈並將所有方向的行人專用信號轉為綠燈，此時各方車輛必須停止讓所有行人通過路口，行人可以各種方向穿越路口，甚至對角線穿越路口，而這種穿越形式被稱作“行人保護時相（Pedestrian scramble）”。這種穿越形式在悉尼市政廳以外的中心商务区以及其他較多行人的地方（例如雷德芬悉尼大學附近）常常出現，而在紐西蘭則可在奧克蘭的中心商务区、惠灵顿以及基督城等城市發現到。

### 歐洲（不包括英國和愛爾蘭）

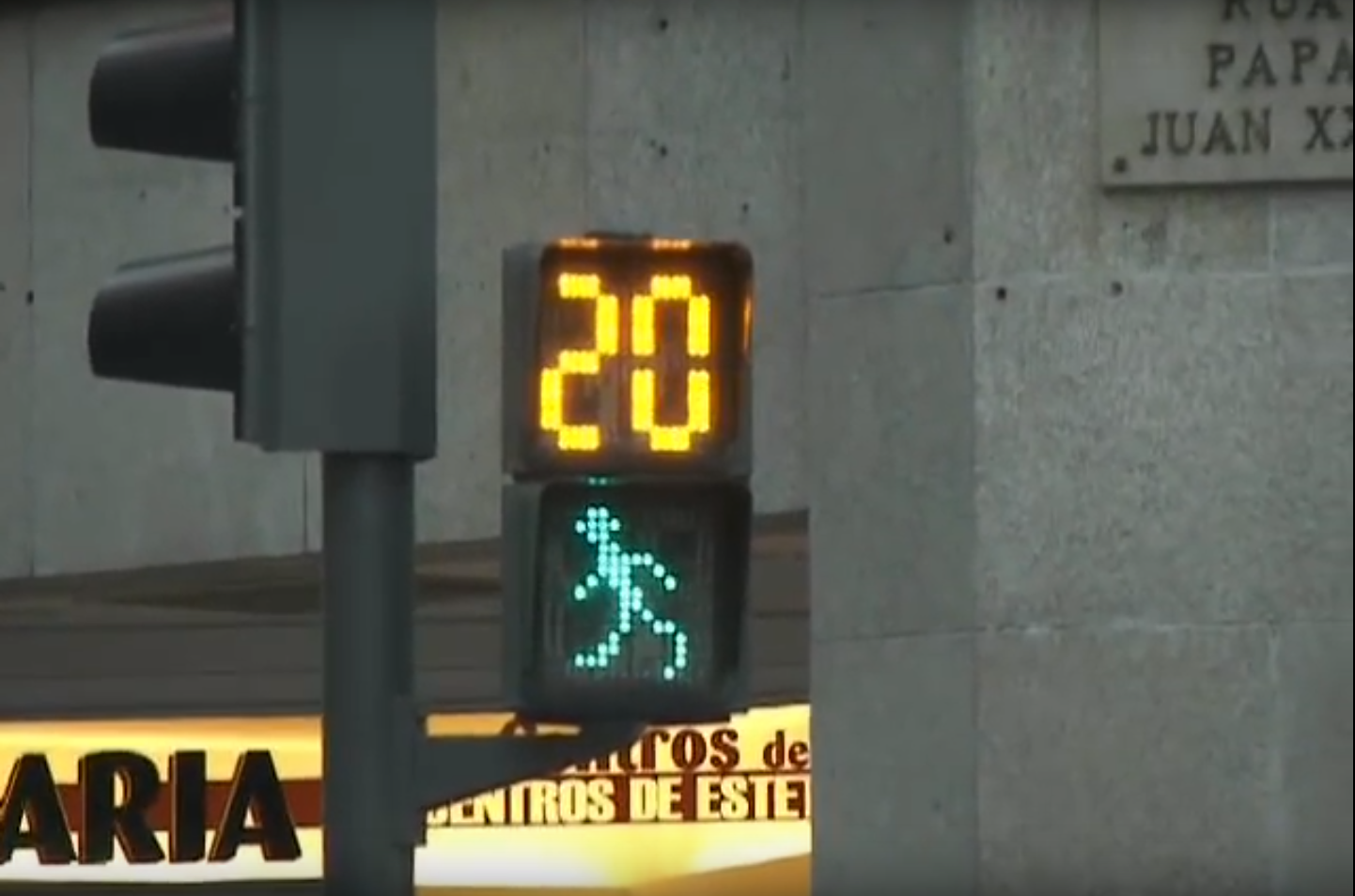
西班牙欧伦塞的一個行人專用號誌。上方顯示綠燈剩餘時間，下方則顯示小綠人走動畫面。

歐洲的行人與自行車專用信號燈大多使用雙重號誌顯示（Dual aspects），少部分使用三重號誌顯示（Three aspects），並以圖像的方式來代表行人或自行車。而大部分的歐洲國家使用橙色或琥珀色來代替中間的黃色。信號燈的順序如下：
- 綠燈：可安全地通過
- 黃燈或橙燈：若不能安全地停下來則繼續穿越
- 閃爍黃燈或閃爍橙燈：小心地通過路口（通常是信號燈故障或關閉才會如此）
- 紅燈：禁止通過

在德國、捷克共和國及其他一些中歐國家，綠燈時相前會短暫地將紅燈與橙燈同時點亮，因而讓駕駛知道可以準備通行（例如可讓駕駛重新啟動引擎、或者排至前進擋或放下手煞車等）。有些地方的行人專用信號燈或自行車專用信號燈也有紅燈與橙燈並亮的機制，讓行人或自行車手知道信號即將轉換成綠燈。信號燈的順序如下：
- 綠燈：可安全地通過
- 橙燈：若不能安全地停下來則繼續穿越
- 閃爍橙燈：小心地通過路口並遵循標誌（通常是信號燈故障或關閉才會如此）
- 紅燈：禁止通過
- 紅燈、橙燈並亮：禁止通過，但表示即將轉換成綠燈

而交通號誌小人已被視為是以前德意志民主共和國的懷舊象徵。

### 英國、愛爾蘭及大英國協
在英國、愛爾蘭、王权属地及依附領土、前殖民地（如香港）等，行人專用信號燈會顯示以下燈號：
- 靜止恆亮的綠人：可通過馬路
- 閃爍綠人：若正在穿越路口則繼續穿越，但尚未開始穿越路口的行人不准穿越（有些信號燈會以琥珀色的數字型倒數計時顯示器來代替閃爍綠人，而此數字代表行人剩餘多少時間可以通過馬路[32]）
- 靜止恆亮的站立紅人：禁止通過

在瑞士和澳門也使用同樣類型的系統。

### 美國、加拿大
在美國，以往常見的行人信號燈會顯示“行走（Walk）”和“不可行走（Don't walk）”的字樣；而在加拿大，白色走姿的行人圖樣則常被使用。隨著雙重號誌顯示的改造以及較新型的設施逐漸增多，以往下方鏡面用以顯示“行走（Walk）”（或走姿行人）的圖樣正逐步被行人倒數計時顯示器所取代。而手掌圖樣的信號則第一次出現在蒙特婁的韋斯特蒙，由亞歷山大·赫倫（Alexander Heron）所發明，發明靈感來自於指揮路口交通時交通警察戴著手套的手有控制並阻止的意味。
行人信號燈的燈號意思如下：
- 綠色、藍色或者白色的走姿行人圖樣或“行走（Walk）”字樣：小心地通過（行人有優先通行權，轉彎車輛必須停下來禮讓行人通行）
- 閃爍的紅色或者橙色手掌圖樣或“不可行走（Don't walk）”字樣：當已經在路口中央處則繼續通行，但尚未開始穿越路口者不可通行
- 紅色或者橙色的手掌圖樣或“不可行走（Don't walk）”字樣：禁止穿越路口

美國麻薩諸塞州允許一種不尋常的信號，當一個號誌化路口沒有行人專用號誌燈頭時，所有方向的交通信號燈會轉紅，隨後紅黃並亮。在這個紅黃並亮的燈號下，所有車輛必須停止，此時行人可以各種方向穿越路口，甚至對角線穿越路口，這被稱作“行人保護時相（Pedestrian scramble）”。

### 中國大陸
中國大陸的行人專用信號燈各燈號代表意思如下：
- 綠燈：可安全地通過
- 紅燈：不可通過
- 黃燈（恆亮、紅燈亮之前綠燈亮之後點亮）：若不能安全地停下來則繼續穿越
- 閃爍黃燈：小心通過（通常是在交通流量低或深夜時才會如此）

少部分路口，特别是在人流较小的情况下，存在行人控制开关，否则不会结束行人红灯。除在部分有对角交叉斑马线的十字路口，不允许行人对角斜穿十字路口，但允许非机动车斜穿。

### 台灣

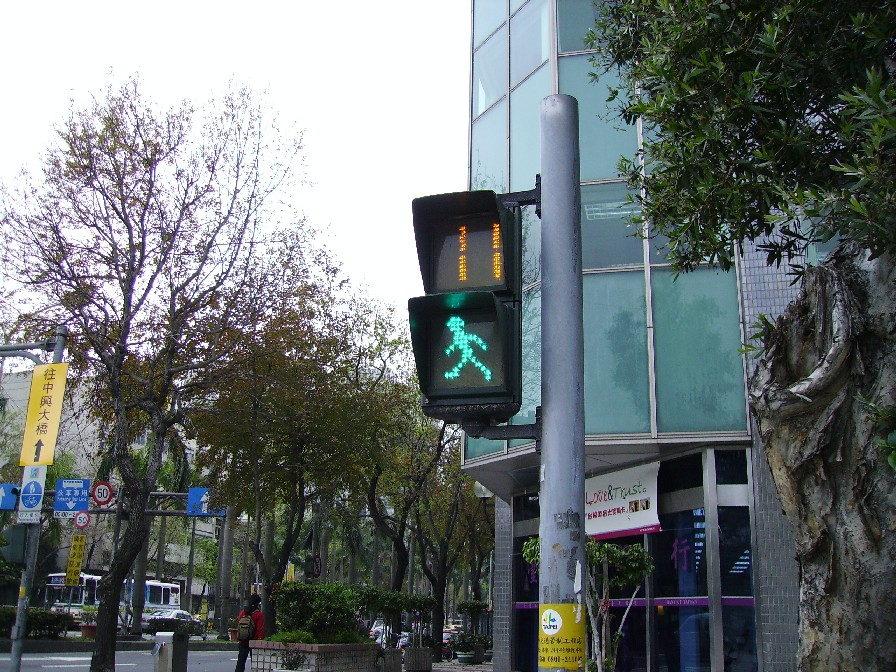
台灣的行人專用號誌（俗稱“小綠人”）

台灣的行人專用號誌分成上下方兩個方形燈面。上方可顯示橘黃色的綠燈剩餘秒數，以二位數七劃管顯示，並且在行人專用號誌綠燈結束後於該燈面顯示靜止站立小紅人；下方則為七個動作組成的動畫小綠人走動畫面。
另外，臺灣也有設置共桿式交通標誌，除了號誌燈外，也一併設置路名牌、路標及路燈等設施，有助於改善城市號誌桿混亂景觀。

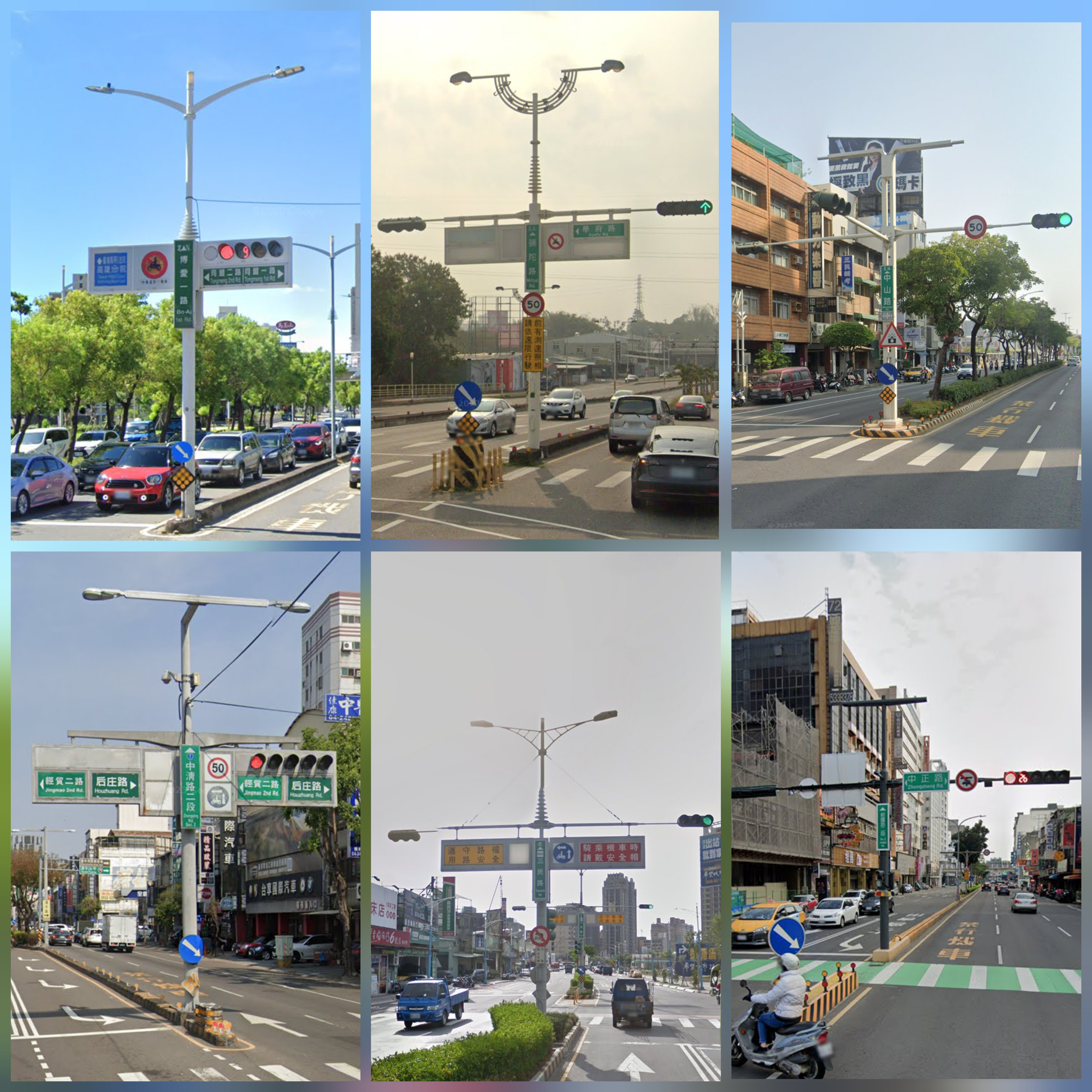
常見之共桿式交通標誌比較

## 交通信號燈在大眾運輸上的應用
大眾運輸專用的交通信號燈通常為了與行車管制信號燈與行人專用信號燈有所區別，而常用字母、箭頭、橫條等作為燈號形式。
在俄勒岡州的波特蘭，電車信號有橙色水平橫條和白色垂直條等燈號，而有些系統會使用大寫英文字母“B”代表巴士專用、大寫英文字母“T”代表電車專用。
在一些歐洲國家，大眾運輸專用的交通信號燈（通常為有軌電車，或使用專用道的交通運具）通常有四個由大寫英文字母“T”所組成的白燈。當上面三個白燈亮起，代表“停止”；如果最底下的白燈以及上面一些白燈亮起，表示允許沿著所指方向前行。在電車信號中，如果在沒有電車路口或路口沒有轉彎的情況下，更簡單的黃色大寫英文字母“T”的燈號會被使用，且只有當這個燈號亮起時電車才能前行。
在北歐國家，電車信號的白燈有以下不同的類型：大寫英文字母“S”代表“停止”、橫槓“—”代表“注意”、箭頭所指之處代表允許通行的方向。

荷兰（上）及比利时、卢森堡、法国、德国（下）的电车信号

荷蘭使用了較具特色的“九眼（negenoog）”設計來當作電車信號的燈號，如上圖上排所示；而比利時、盧森堡、法國及德國則使用上圖下排的燈號。而上圖燈號由左至右的意思各代表：“直行”、“左轉”、“右轉”、“任何方向皆可通行”（如同一般信號燈的“綠燈”）、“停止，除非需要緊急剎車”（相當於一般信號燈的“黃燈”）以及“停止”（相當於一般信號燈的“紅燈”）。
美國明尼蘇達州明尼阿波利斯的明尼阿波利斯轻轨（METRO）系統以及新奧爾良的RTA路面電車系統都各自在自己的中央商務區使用了比利時／法國系統的簡化版本，並只使用“出發（Go）”和“停止（Stop）”兩種配置，而第三種相當於“黃燈”的信號則用閃爍的“出發（Go）”信號來達成。
在日本，電車信號則設置在一般交通信號燈的下方；但為使與一般交通信號燈有所區別，電車信號的顏色一般是橘黃色的。

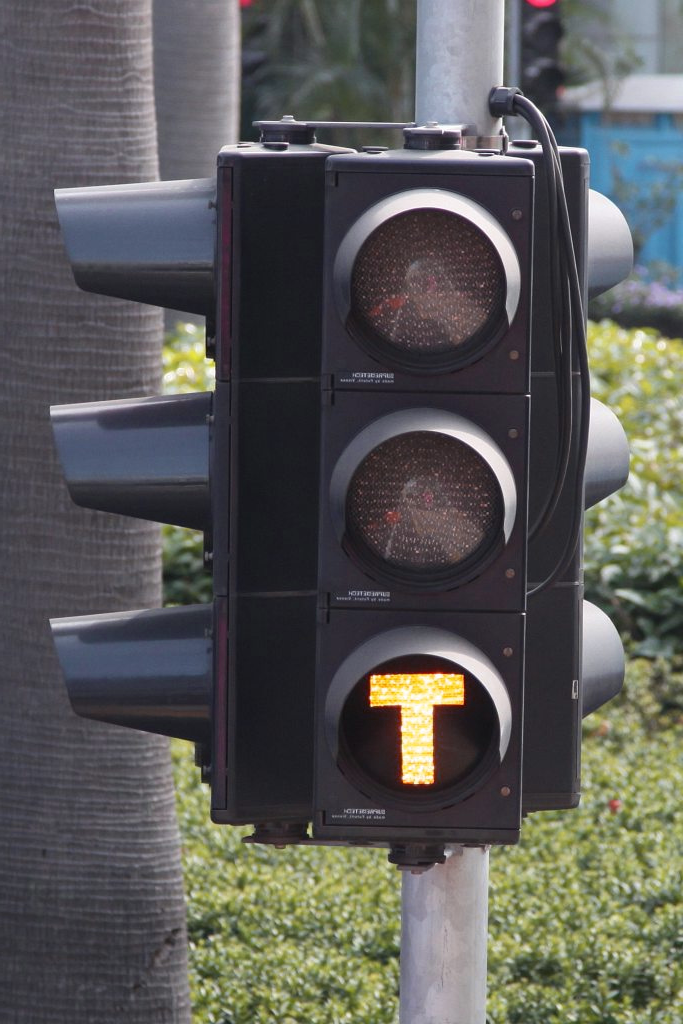
香港的有轨電車信號燈，以黃色大寫英文字母“T”(Tram)的燈號來取代綠燈。

在香港，有轨電車的信號用黃色大寫英文字母“T”(Tram)的燈號來取代綠燈。除此之外，可以在任何有轨電車軌道交匯處使用另一組信號來指示軌道的方向。而香港輕鐵的紅色“T”字則代表需在燈號前停車，通行燈號用白色箭頭代替。
而在澳洲，有時白色大寫英文字母“B”或白色大寫英文字母“T”會用來取代綠燈，而此兩燈號分別代表巴士或電車在燈亮時有各自的通行權。

### 優先通行機制與優先權
有些地方在一些情況下可無視號誌燈號而將通行權優先讓給特殊車輛，通常這些車輛是緊急車輛（例如：消防車、救護車和警車），大多數的系統使用小型且可以發送無線電波、紅外線或閃光燈信號的發射器使裝設在信號燈附近的感應器能夠接收得到，而有些系統則使用聲音偵測的方式，其中必須使用某種類型的汽笛讓信號燈上的感應器能接收得到。一旦信號燈上的感應器偵測到有特殊車輛經過，正常的信號燈週期將被阻斷並將通行權優先讓給特殊車輛：路口所有方向的信號燈將轉為紅燈，除了該特殊車輛有通行權之外，各方向的車都必須停止。而有的時候會在一般的交通信號燈旁增設額外的信號燈讓該特殊車輛知道這個“優先通行機制”已被觸發並告知其他所有車輛有特殊車輛正接近當中，當這個機制全部結束之後就會恢復成原本正常的信號燈週期。
在大部分地區，使用這種“優先通行機制”的特殊車輛可不必遵循交通信號燈。然而，該特殊車輛必須放慢速度、小心行駛並開啟警示燈以告知迎面而來的駕駛有特殊緊急車輛經過。
而“優先權（Priority）”不像“優先通行機制”一樣會立即將正常的信號燈週期阻斷以讓特殊緊急車輛先行通過，“優先權”是一個為了減少特定車種的延遲所生的機制，這些特定車種指的尤其是像巴士這種的大眾運輸工具。

## 左右轉專用信號以及規則
有些國家及地區有的時候會允許紅燈時左轉（左側通行地區）或右轉（右側通行地區），並在轉彎時禮讓行人及其他通行的車輛，但有些地區則大多不允許紅燈時左（右）轉。這些原則上不允許紅燈時左（右）轉的地區若在某些路口特別允許駕駛人在紅燈時左（右）轉，則通常會在信號燈旁設置標誌告知駕駛此路口可以於紅燈時左（右）轉；相反地，在一些允許紅燈時左（右）轉的地區如果要特別禁止某路口在紅燈時左（右）轉，一樣會使用標誌（通常上面寫著“紅燈禁止左（右）轉”的字樣）註明。而有的時候會特別使用左（右）轉專用號誌來允許駕駛轉彎，通常如果左（右）轉專用號誌亮的是綠色箭頭，則代表駕駛有絕對的轉彎通行權，也就是這個時候駕駛可以通行無阻的轉彎，就算是行人也必須停下來禁止穿越路口。有些地區允許單行道在紅燈時轉向相反方向（右側通行地區左轉；左側通行地區則右轉）至另一個單行道，有些則甚至允許雙向道紅燈時左（右）轉至單行道。若要特別註明紅燈時禁止轉向相反方向，一樣可使用註明“紅燈禁止左（右）轉”字樣的標誌，抑或使用紅燈箭頭來特別禁止轉彎。一份由伊利諾州的研究指出，當紅燈時允許直行是危險的，尤其是在T字路口時如果駕駛者前方只有左轉（左側通行的話則是右轉）或直行兩條路可以選擇的情況下此時若紅燈直行是更危險的。而在中國大陸，上述T字路口紅燈直行的例子只要直行車輛不與轉彎車輛相衝突的話曾經是合法的，但在2004年5月1日，中华人民共和国道路交通安全法生效之後這樣的例子即被宣告為不合法。而在一些其他國家，當號誌燈的燈號轉為“閃爍黃燈箭頭”時即允許紅燈左（右）轉（車輛不必馬上停止但必須禮讓其他車輛以及行人）。

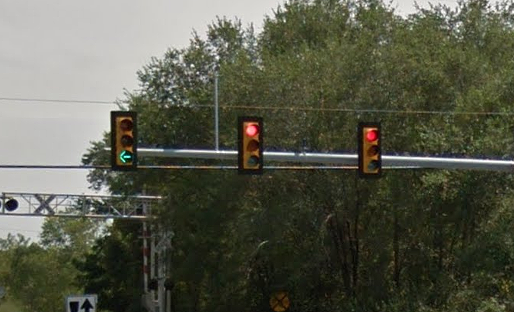
美國維吉尼亞州斯湯頓的左轉專用信號。

在一些國家及地區，左轉（左側通行地區則為右轉）車道的信號燈會與往其他方向車道的信號燈有所區隔。在美國以及加拿大（右側通行國家），這種獨立專用的左轉信號燈被稱作“左轉專用信號”。當左轉專用信號燈亮左轉綠色箭頭時代表左轉車道之車輛有絕對的通行權（不與對向來車與對向行人衝突），若左轉綠色箭頭熄滅或紅燈亮時則必須停止。當這種號誌有自己專用的時相時，稱作“保護時相”；然而，“權宜號誌（Permissive signal）”卻不具有這樣的特性。以下是美國標準的三種“保護－權宜號誌（Protected-permissive  signal）”樣式：第一種為橫排五燈式（順序由左至右分別為圓形紅燈、圓形黃燈、左轉箭頭黃燈、左轉箭頭綠燈、圓形綠燈），第二種為縱排五燈式（順序由上至下分別為圓形紅燈、圓形黃燈、圓形綠燈、左轉箭頭黃燈、左轉箭頭綠燈），第三種號誌形式又被稱作“狗屋型號誌（Doghouse）”，因其外型類似狗屋而得名（其上方為圓形紅燈，在圓形紅燈下方分成兩縱排：右排由上至下分別為圓形黃燈、圓形綠燈；左排由上至下分別為左轉箭頭黃燈、左轉箭頭綠燈）。
在大部分交通規則裡，摩托車、速克達和自行車是與汽車和卡車遵守相同的號誌，但也有例外的時候。在台灣，單向有二車道以上的道路在最內側車道通常會被漆上「禁行機車」之字樣，禁止機車行駛內側車道。因此機車只能在道路的外側車道行駛，欲左轉時也被禁止直接左轉，無法與汽車共用相同之號誌時相。若是需要左轉，騎士必須採「兩段式左轉」（在左側通行的國家與地區，則為「兩段式右轉」，方向相反，其餘原則相同），即先移動靠近道路的右側，在綠燈時穿越約半個路口的距離，停在垂直方向右側的「待轉區」等待紅燈轉綠後繼續向前直行。如此一來可以避免與對向車流動線產生衝突，避免直接左轉所帶來的風險；但因為台灣地區機車密度普遍較高，在左轉車流量龐大路口的待轉區常常不敷使用，造成待轉的機慢車外溢至路口或者是行人穿越道上，不但造成路口堵塞與混亂，更置騎士與行走於斑馬線的行人於危險之中；又機慢車是否待轉屬於地方自治事項，因此各地的左轉方式皆不相同，騎士於駕駛時更需要分心尋找交通標誌決定如何左轉，因而常常因為誤會而造成不必要的車禍事故。

## 車道管制號誌

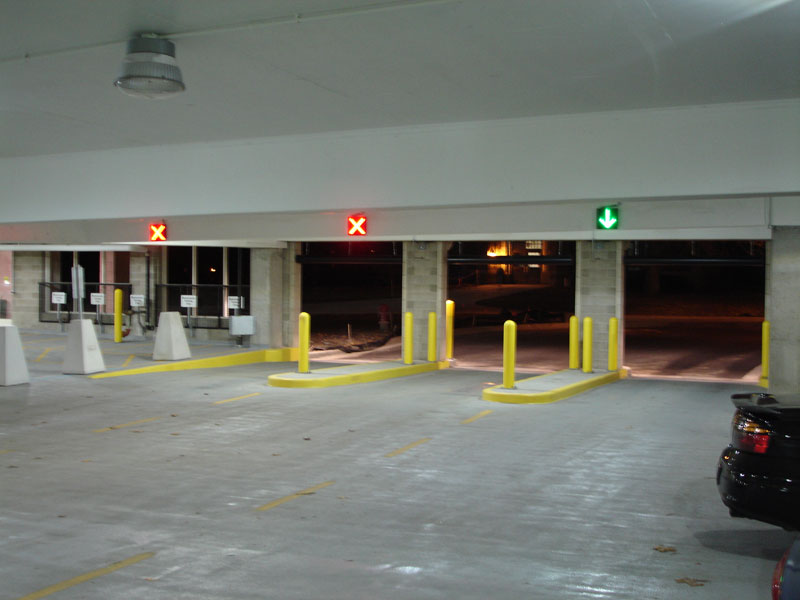
一座停車場的出入口使用了車道管制號誌來管控某車道是否可通行。

車道管制號誌是一种特定类型的交通灯，用於管制多向道路、高速公路或收費站等。一般而言，這種號誌形式大多以綠色箭頭或紅色叉號來允許或禁止某車道的通行。在美國，車道管制號誌經常用在管控或疏導收費站及高速公路的交通流，例如在交通尖峰時期，某一方向的車流量遠大於另一方向的車流量時，必須透過車道管制號誌來控制調撥車道的行車方向以疏導龐大的車流量。除了應用在調撥車道外，車道管制號誌也應用於高速公路的地磅站，其目的用來指示拖拉机和其他重型或大型车辆引导到适当的车道中进行称重、检查以及引導其離開車道。
在台灣，車道管制號誌除上述之綠色箭頭（用以允許通行）及紅色叉號（用以禁止通行）外，可於道路上搭配增設箭頭圖案之方形黃色燈號，以警告接近之車輛變換車道。

## 號誌故障及其他特殊情形
當號誌故障時，澳洲大多數地區（靠左行駛）及部分靠右行駛的歐洲國家駕駛者在警察尚未指揮路口交通前必須完全遵守“右側優先”規則，或者“全向停車”規則。在荷蘭，當一些主要路口的號誌不再啟動時，會在號誌上方、下方或側邊另外設置優先通行標誌，駕駛必須遵守全向停車規則。在英國及部分美國地區，當路口號誌故障時駕駛必須禮讓先到路口之車輛通行，在美國大部分地區則必須完全遵守全向停車規則。
在義大利及美國部分地區，號誌在夜間時段會以閃光黃燈及閃光紅燈分別指示駕駛該路口有優先通行權及必須完全停車後再開；而在德國，夜間時段幹道的號誌則完全不會亮燈、支道的號誌則會閃爍黃燈。

## 技術層面

### 燈泡號誌燈與LED號誌燈

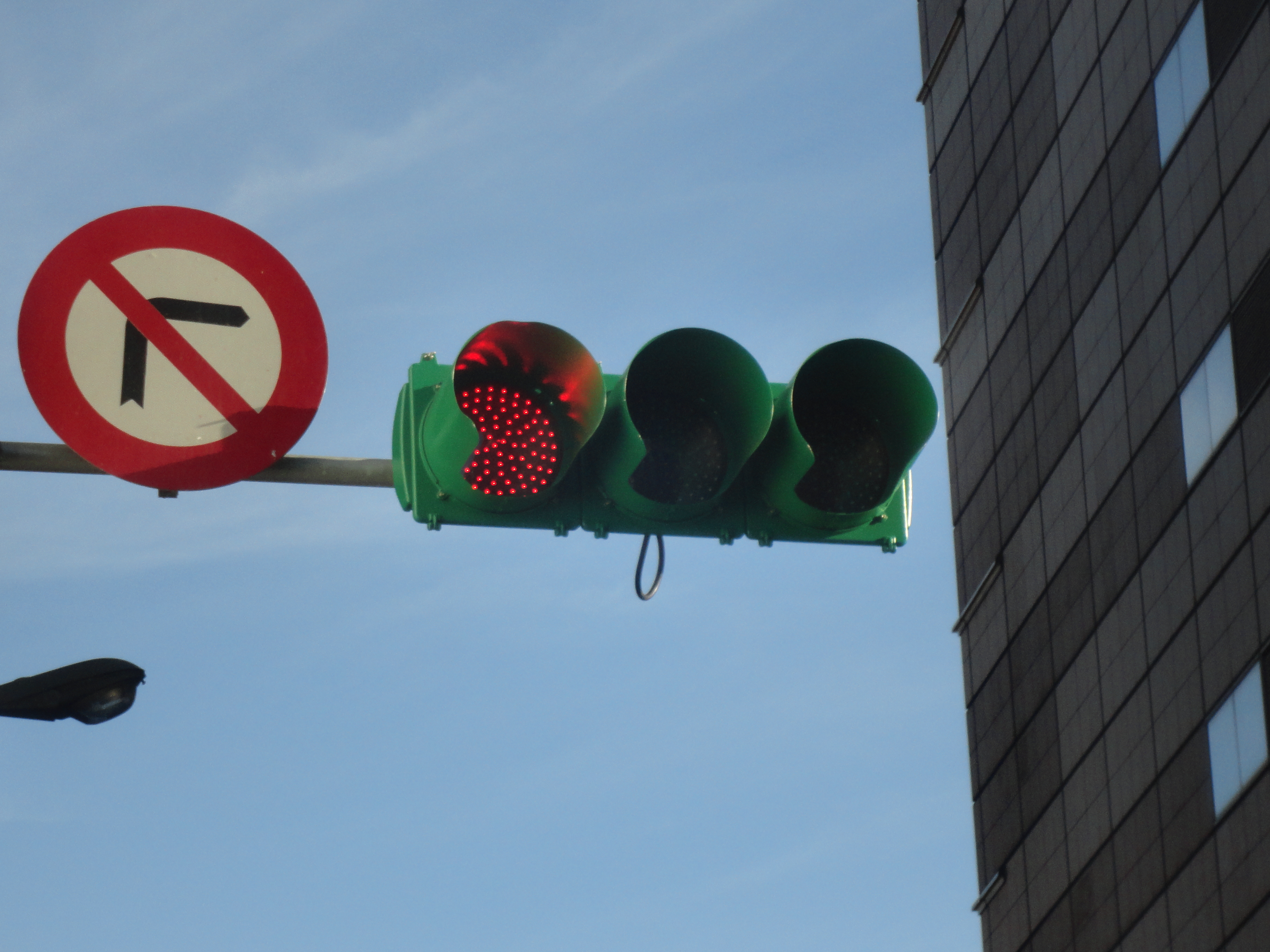
位於台灣台北市的LED號誌燈頭，其號誌燈顯示的燈號為圓形紅燈。

基本上，傳統的號誌燈採用的是白熾燈泡或鹵素燈泡，但由於發光效能低且當灯丝烧坏時整個燈號就會無法顯示，故近期許多地區的相關單位正著手汰換傳統燈泡號誌並改為發光二極體（LED）形式的號誌燈，其優點為省電、延長壽命、亮度高、色彩識別性高等，並且即使其中一粒發光二極體故障，仍可繼續顯示燈號而不受影響。然而，低耗能的LED號誌燈在一些高緯度或高海拔地區冬季期間可能導致駕駛風險：傳統的白熾燈泡或鹵素燈泡會因加熱而融化積在號誌鏡面上的積雪，積雪的融化仍能使駕駛清楚辨識燈號而不受積雪遮擋的影響；但是LED號誌燈因為低耗能、產生的熱能可能不足以融化燈面上的積雪而導致燈號受積雪遮擋並可能使駕駛無法辨識，所以基於這個理由，部分常降雪地區仍然使用傳統的燈泡形式號誌。

### 偏光號誌
一些如“3M高可見號誌（3M High Visibility Signal）”及“麦凯恩可程控偏光號誌（McCain Programmable Visibility signal）”利用了光的散射特性以及使用菲涅耳透鏡來增加號誌燈號的可見度。光線從偏光號誌裡的150瓦PAR46封閉式頭燈射出並穿透兩組玻璃透鏡：第一組透鏡是一個由毛玻璃所組成的漫射透镜，其將光線擴散至直徑為五英寸左右的均勻光球中；接著，光會透過一個一樣直徑為五英寸且被稱為光学限幅器的透鏡並發射出去。
這種使用特殊铝箔胶带的偏光號誌可以只讓某一特定方向車道的駕駛知道其燈號而避免被其他方向的駕駛看到。在偏光號誌前端則是一個12英寸的菲涅耳透鏡，並將每個透鏡著色以符合“美国交通工程师协会（ITE）”所制定的號誌色度和亮度标准。
偏光號誌的菲涅耳透鏡會對準燈頭所射出的光並只讓某一方向車道駕駛看到該號誌燈號。這種號誌起初是由3M公司於1960年代晚期所發明，並且於1970年代晚期逐漸廣泛被應用。
偏光號誌常用於一些夾角相當小的路口且某一方向號誌容易被其他方向道路駕駛者誤認，將燈面瞄準特定方向使特定方向駕駛才能看到其燈號，避免其他方向駕駛誤判而導致事故發生。此外，某些偏光號誌也可避免駕駛看到遠方路口號誌而做出誤判，運用偏光號誌可讓駕駛只在某特定距離內才可看到燈號，超過一定距離後就無法判別號誌燈號，以避免遠方路口的號誌先亮綠燈然駕駛所停的此路口仍為紅燈進而造成駕駛誤以為此路口號誌已由紅轉綠而誤衝導致事故發生。

### 鏡面尺寸設計
就美國為例，現在的號誌鏡面尺寸大多為直徑12英寸（300毫米）左右，而以往美國採用的是直徑8英寸（200毫米）的號誌鏡面，然直徑12英寸的號誌鏡面比較大且必較容易被辨識，所以已逐步汰換成現在的12英寸號誌鏡面。
在加拿大安大略省、曼尼托巴省及不列顛哥倫比亞省，有些號誌鏡面尺寸會因燈號顏色不同而不一，號誌燈大多由直徑12英寸（300毫米）的紅燈鏡面以及各為直徑8英寸（200毫米）的黃燈及綠燈鏡面組成，形成紅燈鏡面大小比黃燈鏡面和綠燈鏡面大小還要大的情形，其用意是為了讓紅燈更加顯眼。
而在台灣，號誌鏡面尺寸直徑有20釐米、25釐米及30釐米等三種。

### 技術提升
隨著科技的演進，在一些已開發國家已開始研發所謂的“智慧號誌”。該號誌可以依據各車輛的位置、速度及方向來試著與各車輛溝通，並提醒駕駛燈號即將變換等資訊，然而仍有少部分的車輛並無與此類號誌溝通的裝備，使得部分駕駛可能無法得知智慧號誌所傳達的資訊。

### 控制與协调
正常的交通信号灯必須有先进的控制和协调技術，以确保駕駛可以平稳且安全地行驶，并确保行人在过马路时受到保护。

### 號誌的擺設與佈置
依據不同的環境與地點，交通號誌的擺設與佈置是相當重要的，如何擺設將影響到駕駛的辨識與對交通的影響。在英國與法國，交通號誌大多以柱立的方式設置於路邊，且大多為縱排形式；然而在美國，由於幅員廣闊，號誌多以懸臂桿方式延伸至路口中央，且因路幅寬廣，有時懸臂桿長度甚至長達20米～30米。此外，美國部分地區除了使用懸臂桿方式設置號誌燈箱，為節省設置成本，也會使用鋼纜來懸吊燈箱。

世界各地的號誌擺設與佈置
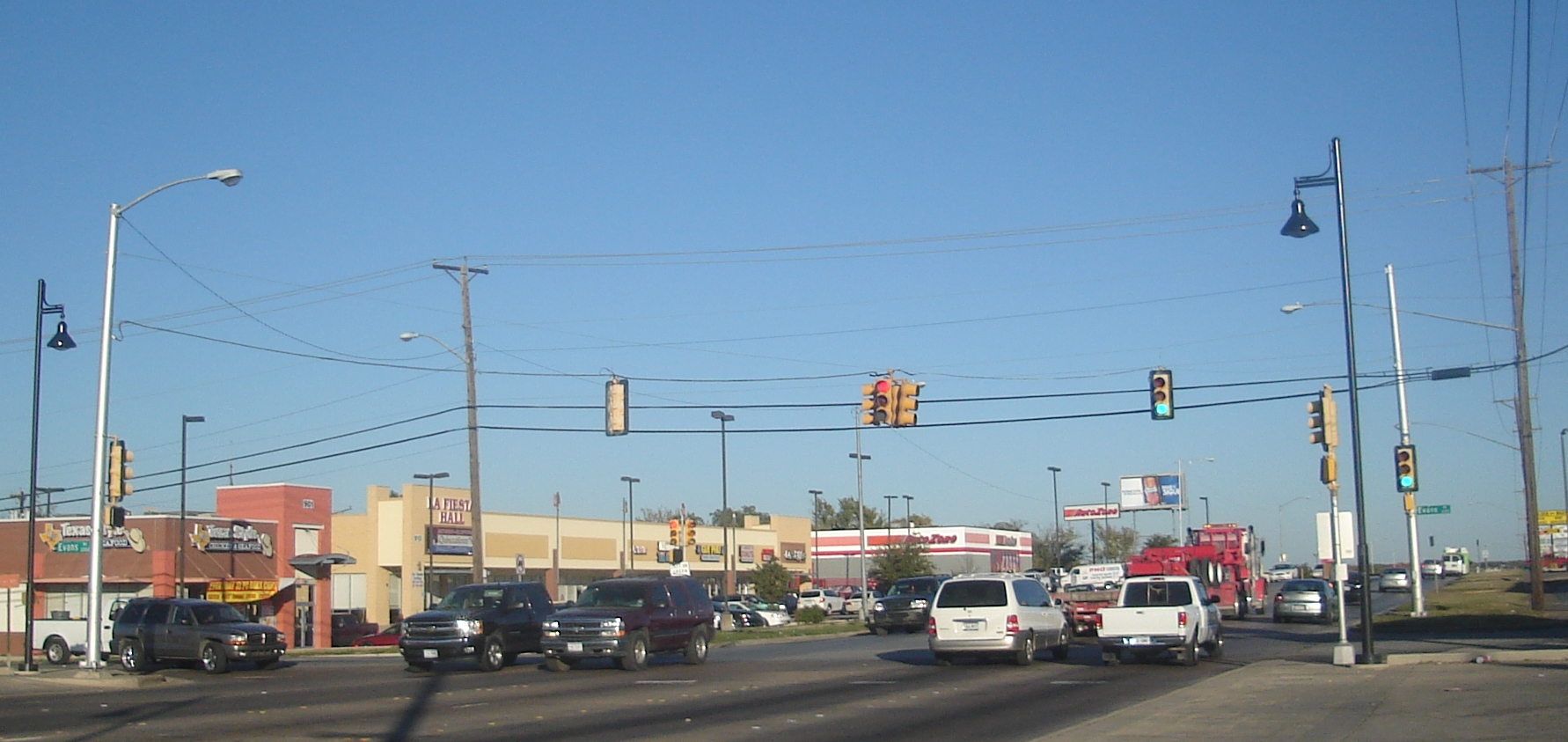
位於美國德州沃斯堡的號誌燈組，以鋼纜懸吊各個方向的所有號誌燈箱。
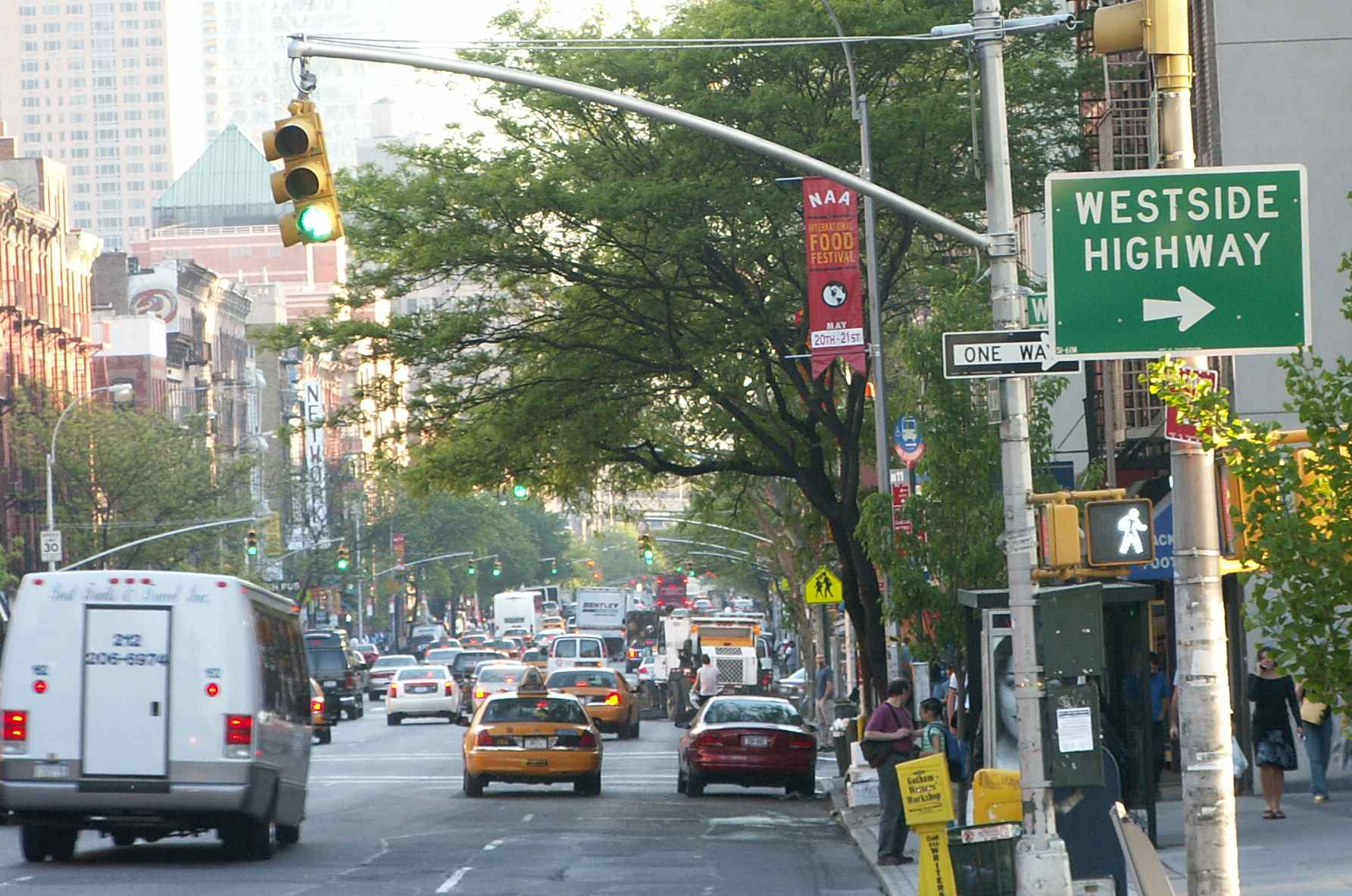
典型的紐約市號誌燈桿，在弧形的懸臂桿上懸掛各方向的號誌燈箱。
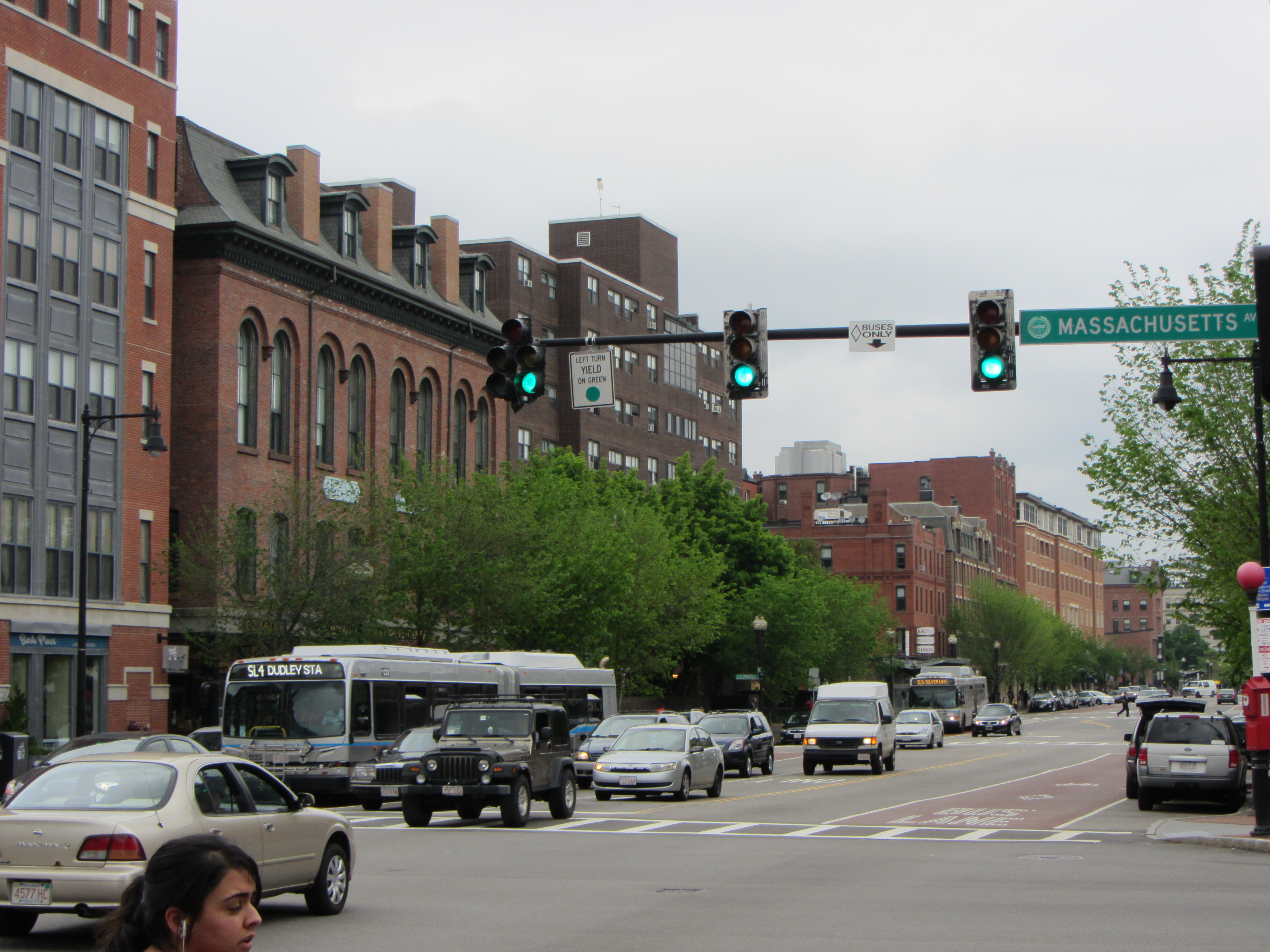
美國波士頓的號誌懸臂桿，將三個車道的專用號誌設置於同一號誌桿上。
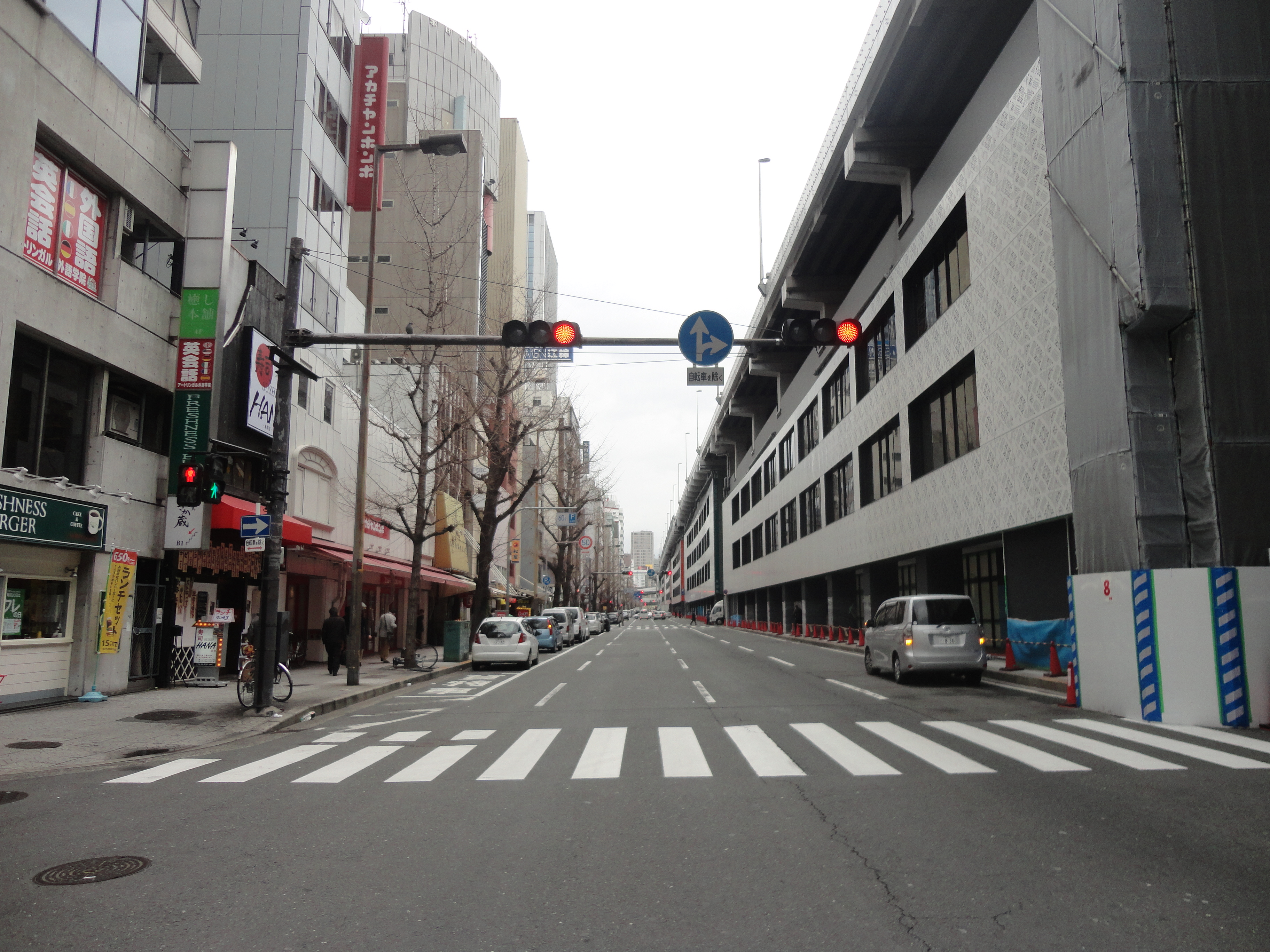
日本大阪府大阪市中央區本町站附近的懸臂桿式號誌。
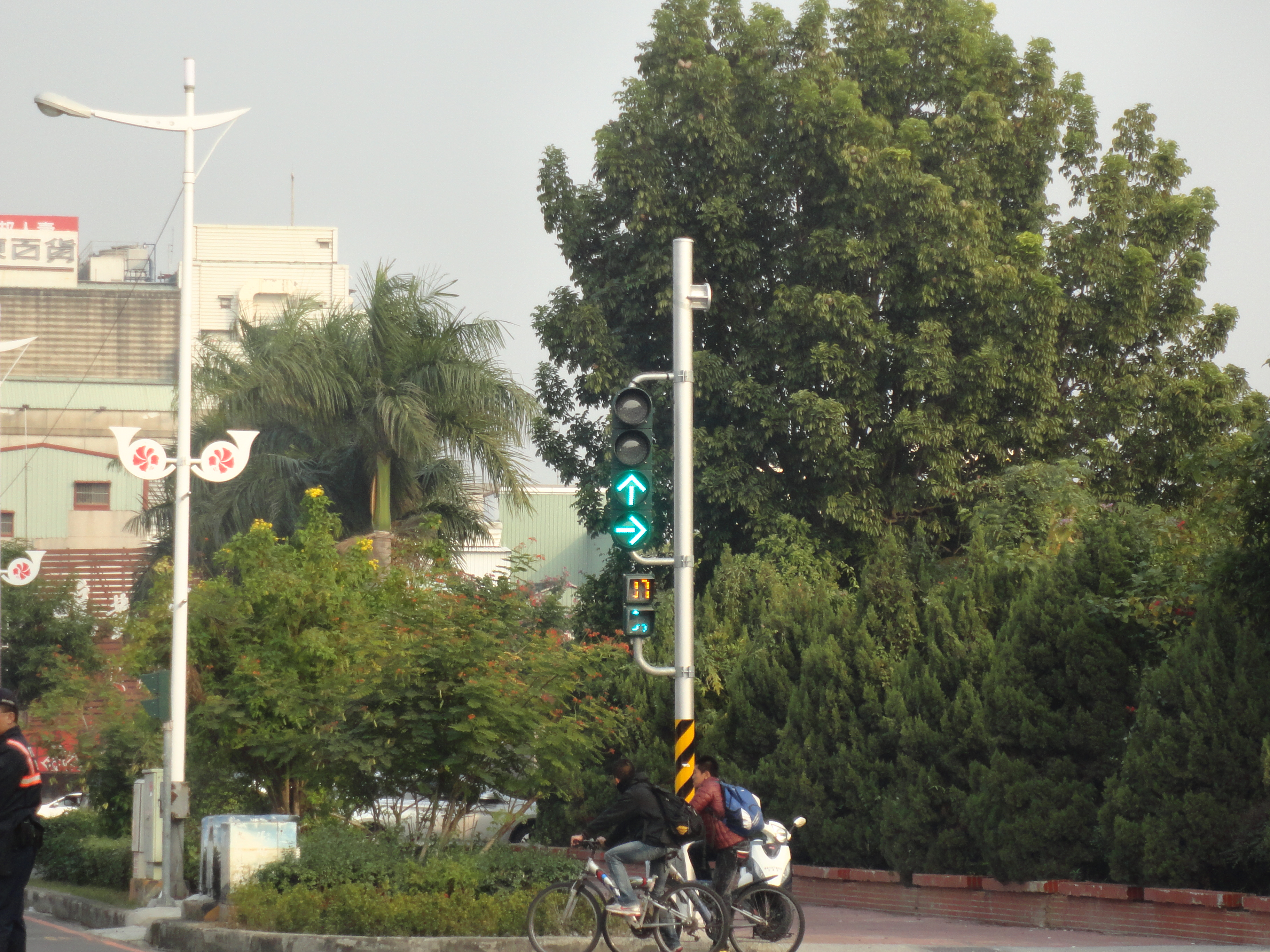
台灣嘉義市一座被設於同一立柱上的行車管制信號燈與行人專用信號燈。
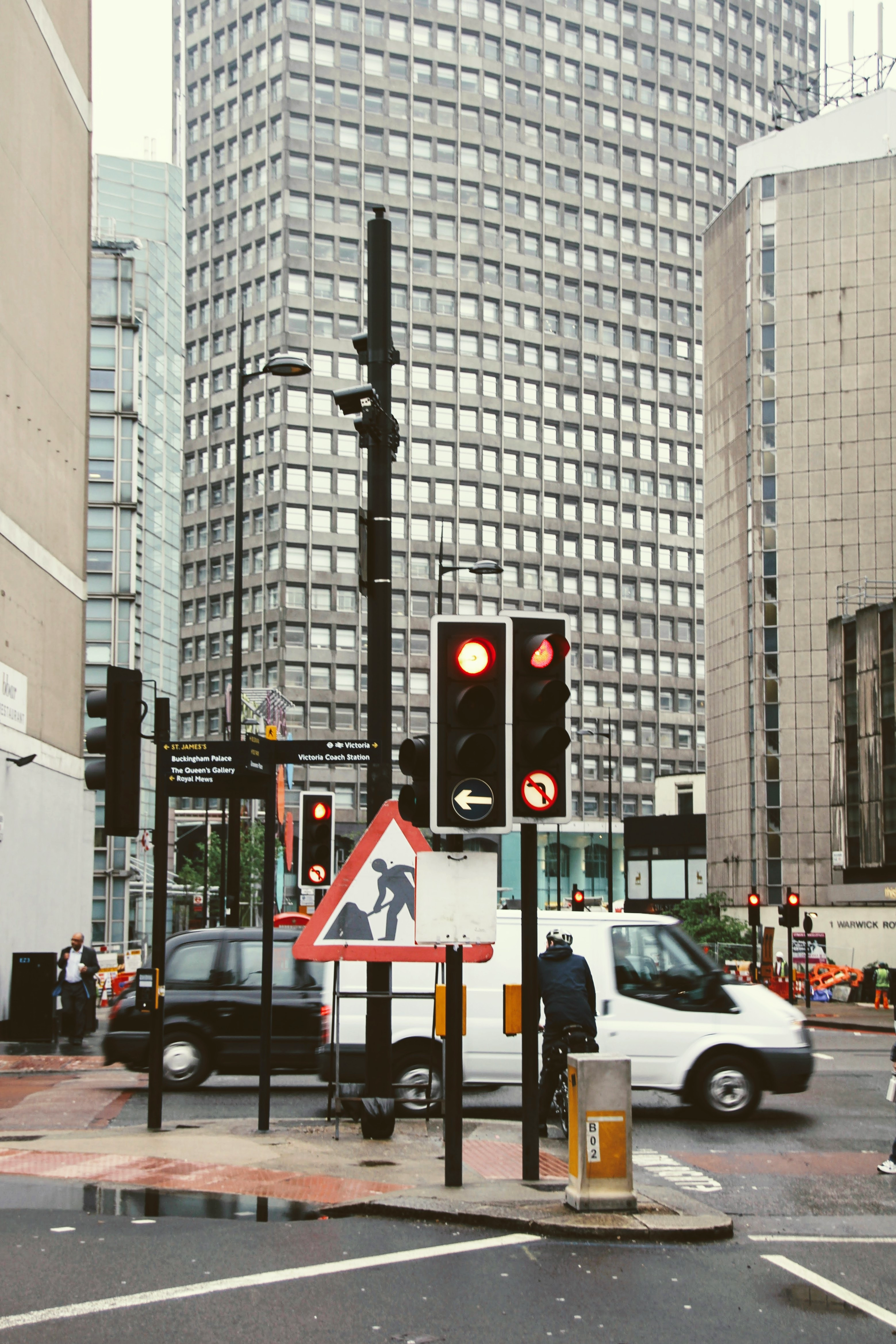
英國倫敦的號誌，以柱立桿設置於交通島。
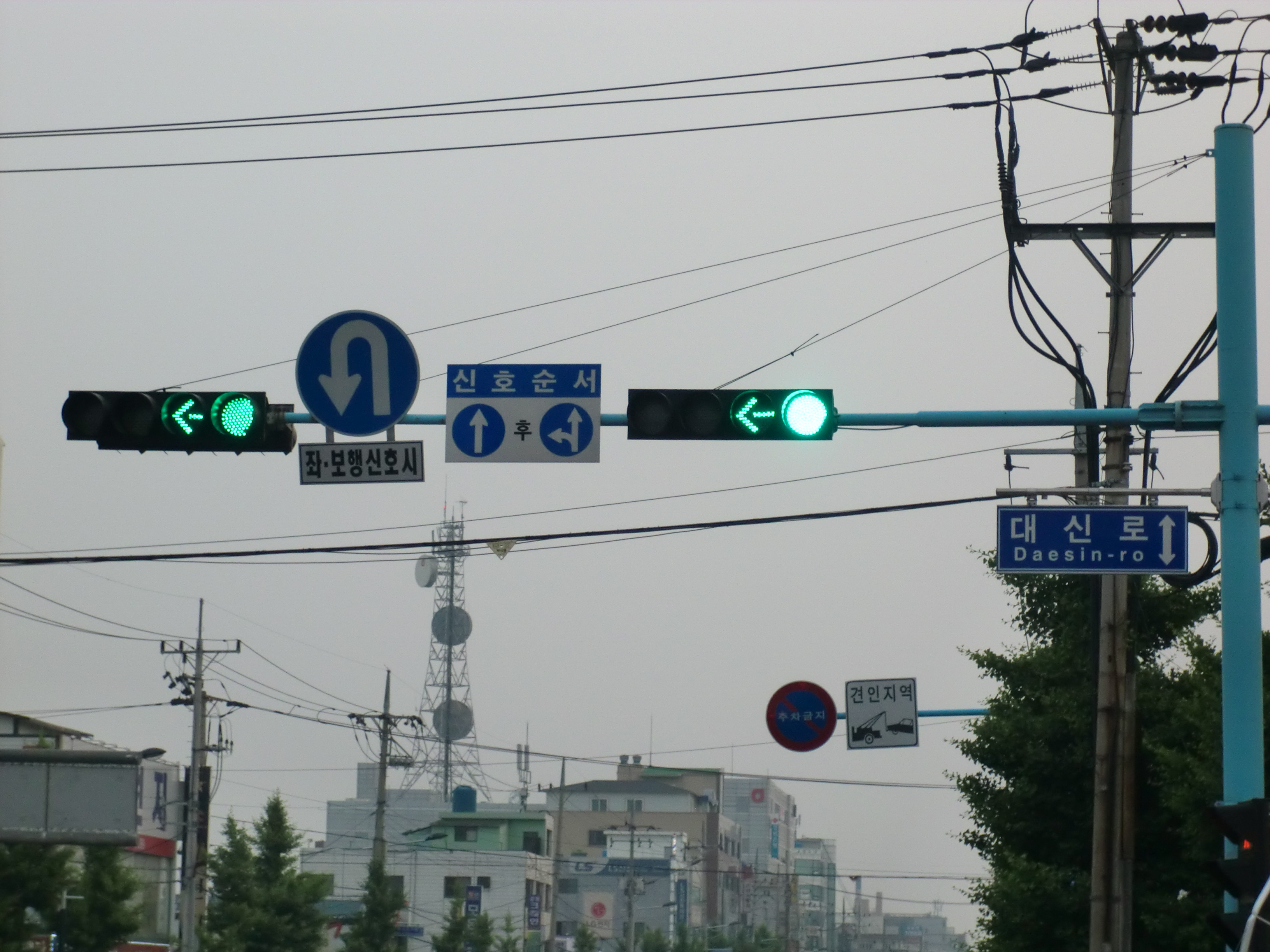
南韓交通號誌，將號誌燈設於懸臂桿上。
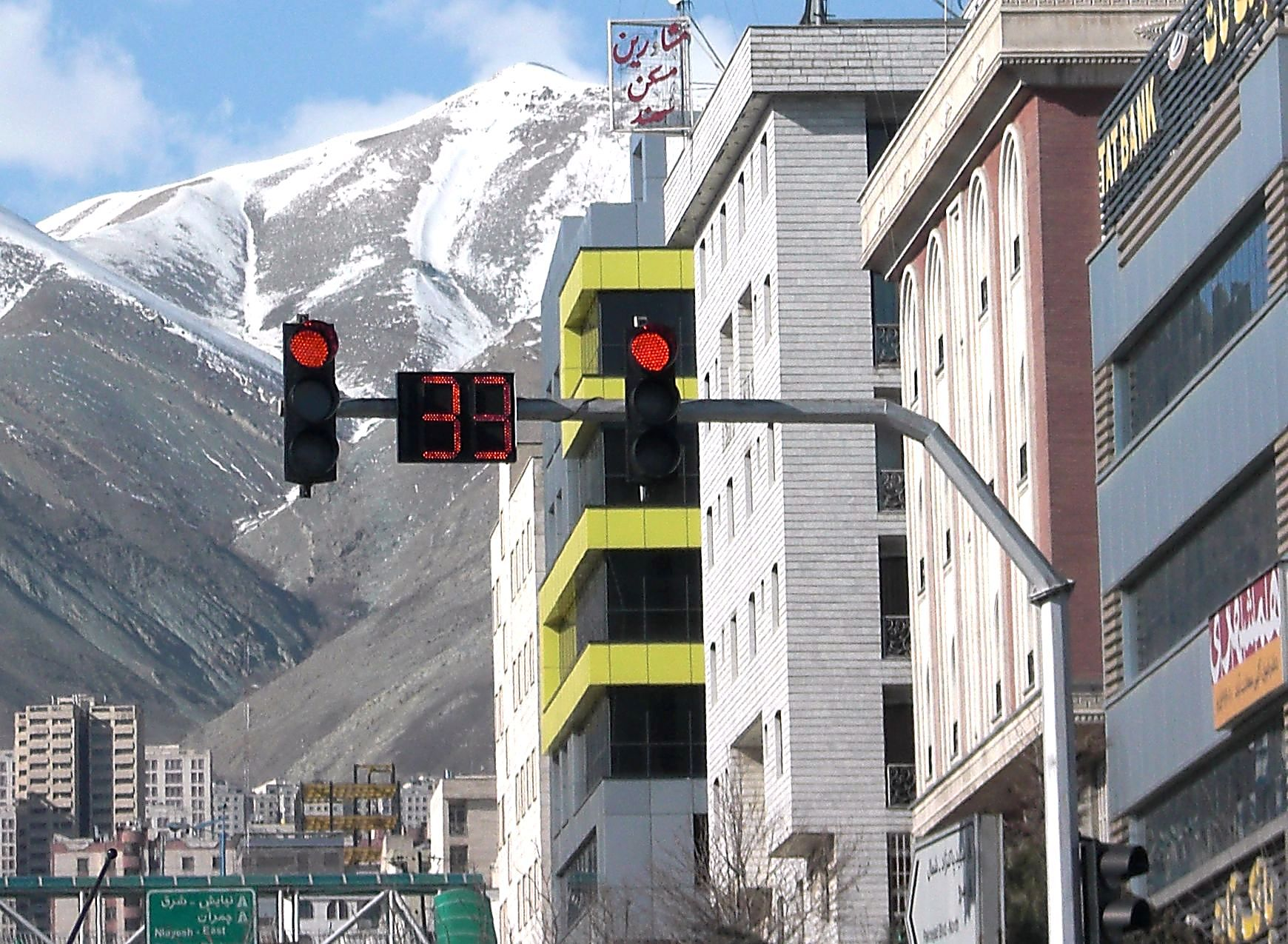
位於伊朗德黑蘭的交通號誌，並附倒數計時顯示器。

在美國部分地區，號誌燈會以橫排形式排列，輔以縱排號誌燈設於路側，而在其他地區號誌燈幾乎都是縱排形式排列。通常若主要號誌燈面受天橋等遮蔽或路口幾何形狀特殊時，都會以額外的輔助燈面來指引。在佛羅里達州，設置於臂桿上的號誌多為橫排形式，其主要目的為減少風阻才如此擺放，同時也減少了受颶風破壞的影響。而在伊利諾州或明尼蘇達州等風阻問題沒那麼嚴重的地方，號誌皆為縱排形式，而其原因之一是減少號誌燈頭表面受冰雪的堆積。而在一些國家，如墨西哥和加拿大的一些省份（例如新布藍茲維省），多數交通號誌燈為橫排形式。
歐洲大多數地區的交通號誌都設置於路口同向車道的停止線附近，通常設於停止線正上方和路側。在一些貨櫃車往來特別繁忙的路口，會為此將高度設置得更高。將號誌設置於停止線是為了防止車輛堵在斑馬線上以淨空斑馬線並使行人穿越路口時可以更順暢。有些在停止線前幾公尺處會設立具更大摩擦力和彩色的特殊路面區域供自行車於此處停等，同時特殊路面的設計也有利於自行車與其他車輛的通過，而該區域也會設置號誌燈讓騎自行車的人也可以清楚辨識號誌燈號。
在其他像是英國、澳洲、紐西蘭、南非和黎巴嫩等國家，交通號誌設置於路口前的停止線處與路口之後的地方。而在一些繁忙的十字路口也會為大型車駕駛與距離路口較遠的車輛駕駛設置高度較高的交通號誌燈。

### 識別功能
在中國大陸部份地區，交通燈具備人臉識別功能及感應器，可以辨別出違規亂過馬路人士，或更改燈號時間。在香港，運輸署改裝當地的交通燈，當長者使用八達通輕拍感應器，即可延長行人綠燈時間數秒。

## 圖片

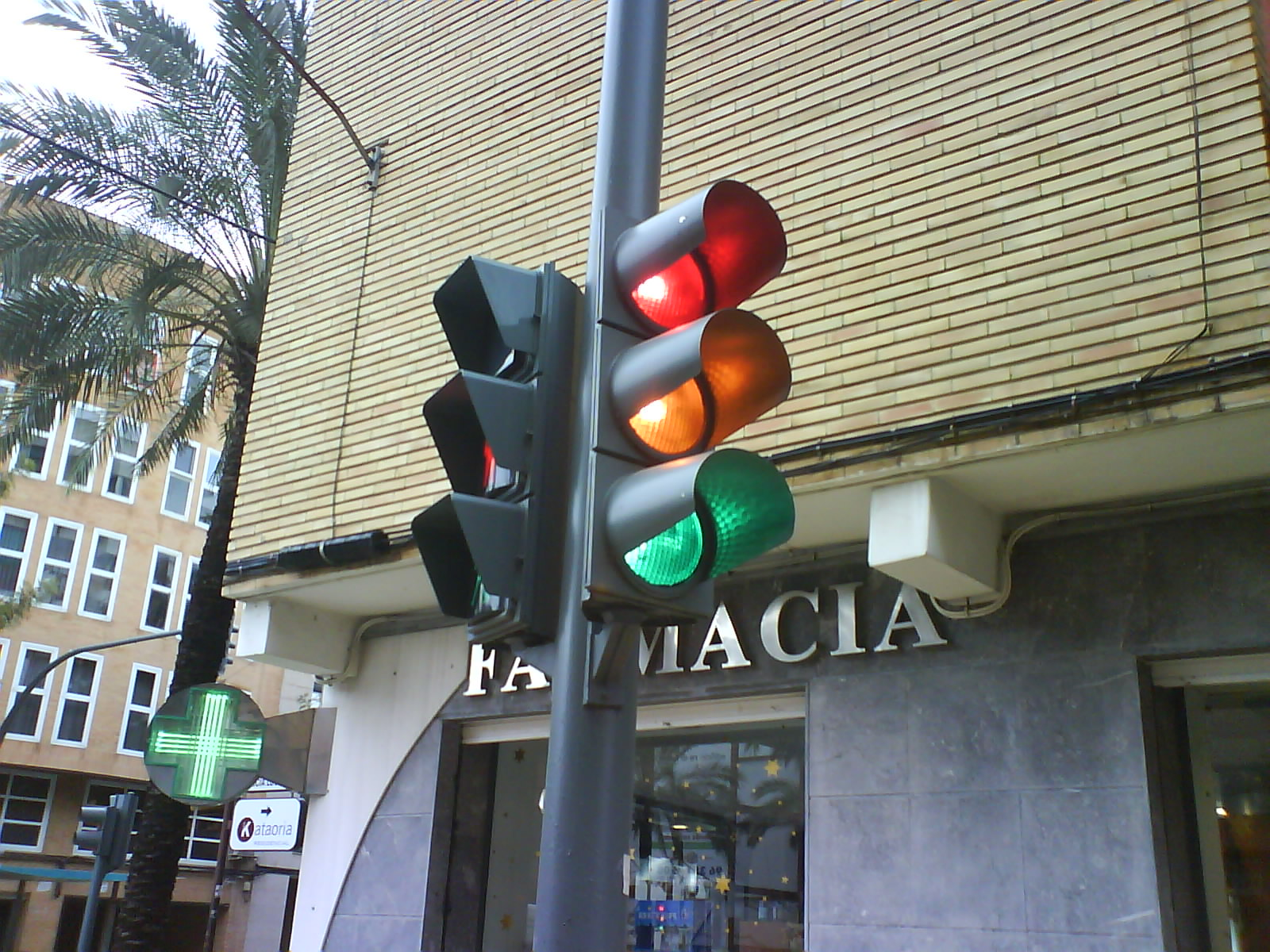
位於西班牙的交通號誌
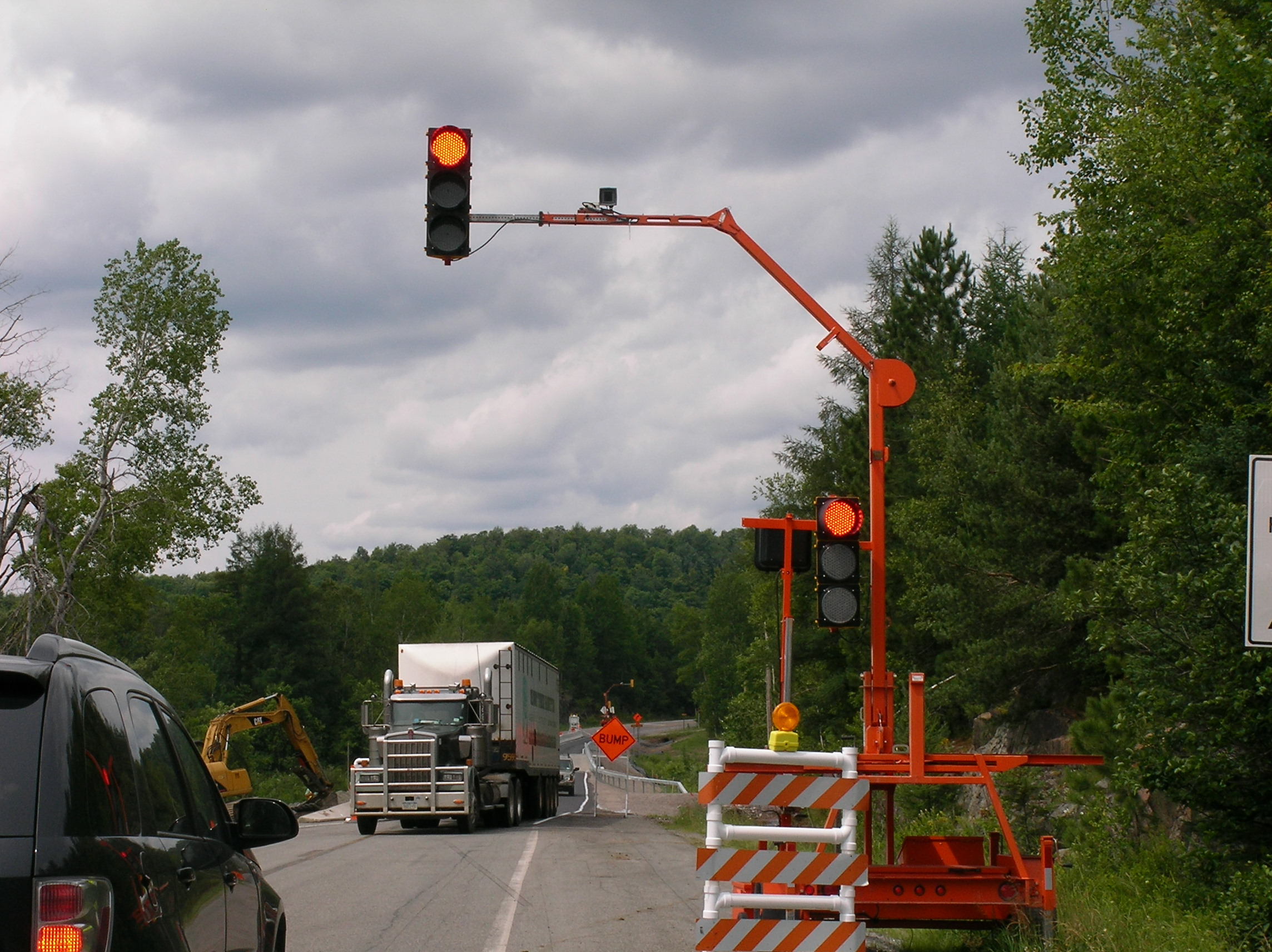
位於美國紐約州架設的臨時性交通號誌
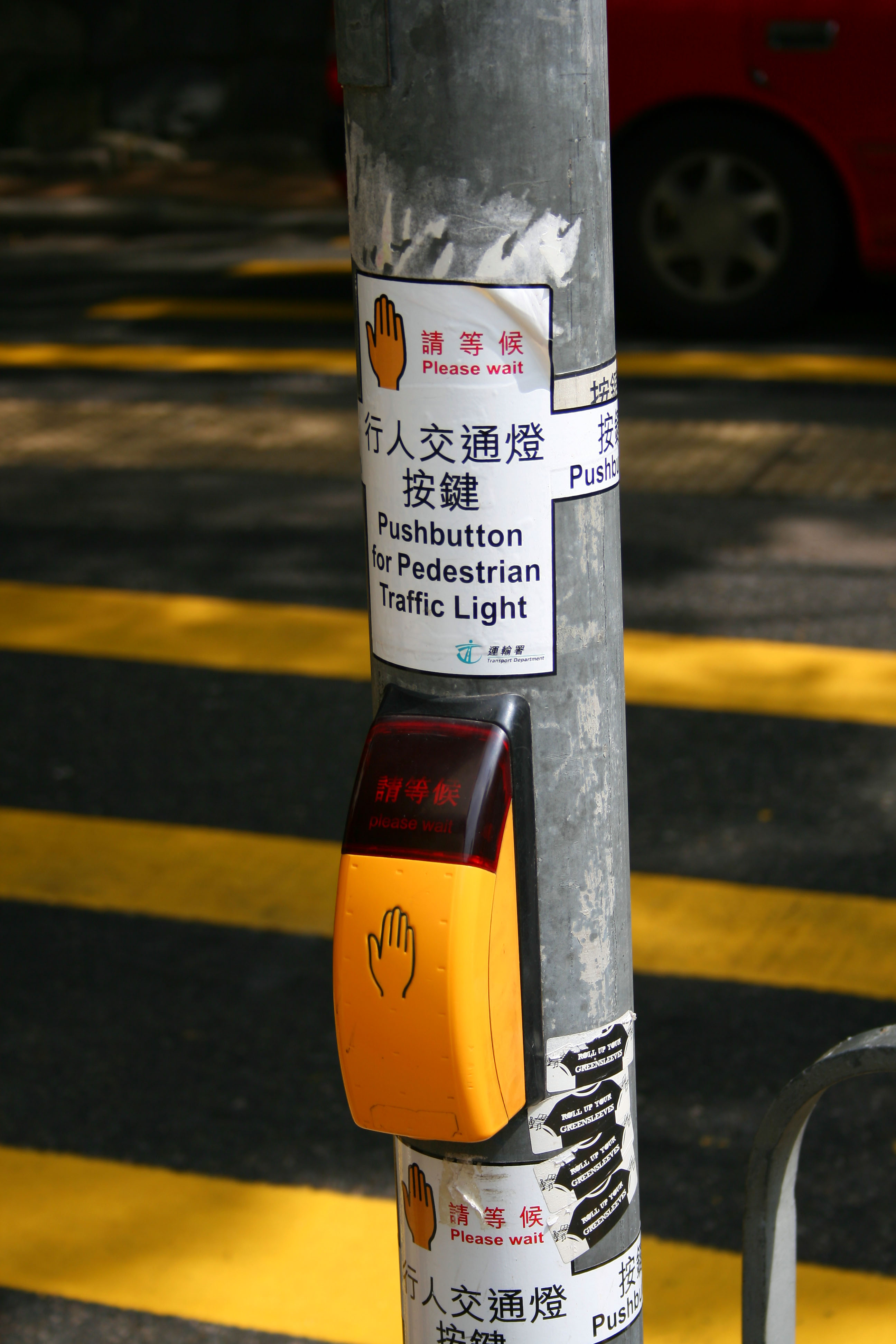
香港的一个控制人行横道信号灯的按钮
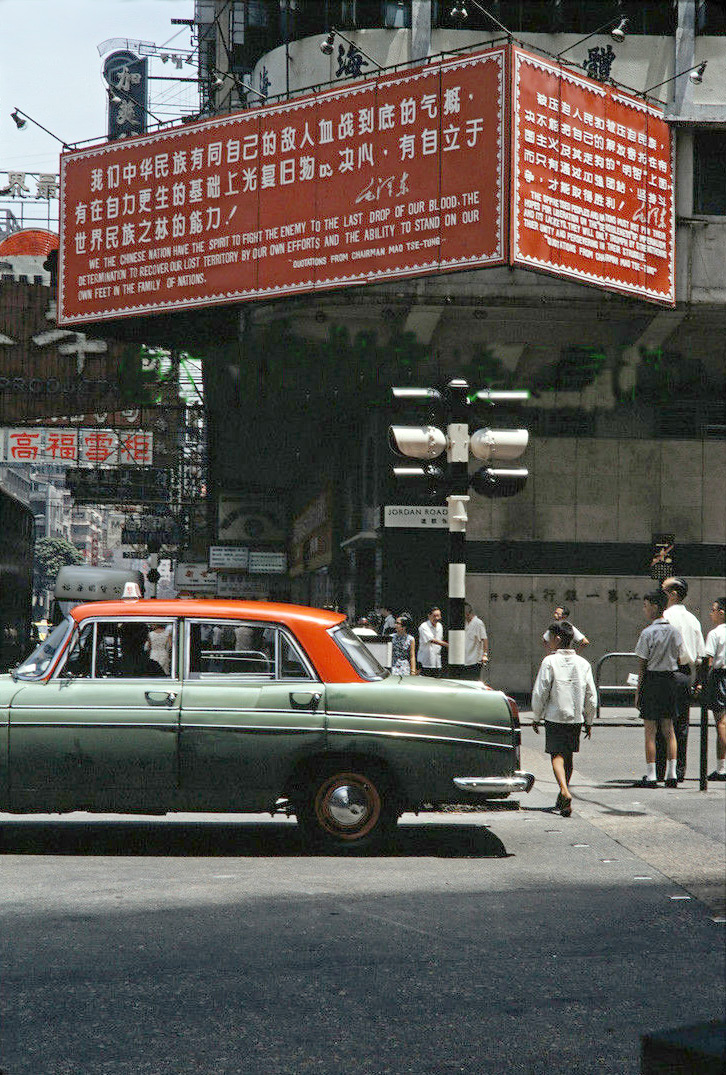
1960年代的香港路面上正使用英國 GEC（General Electric Company）交通燈
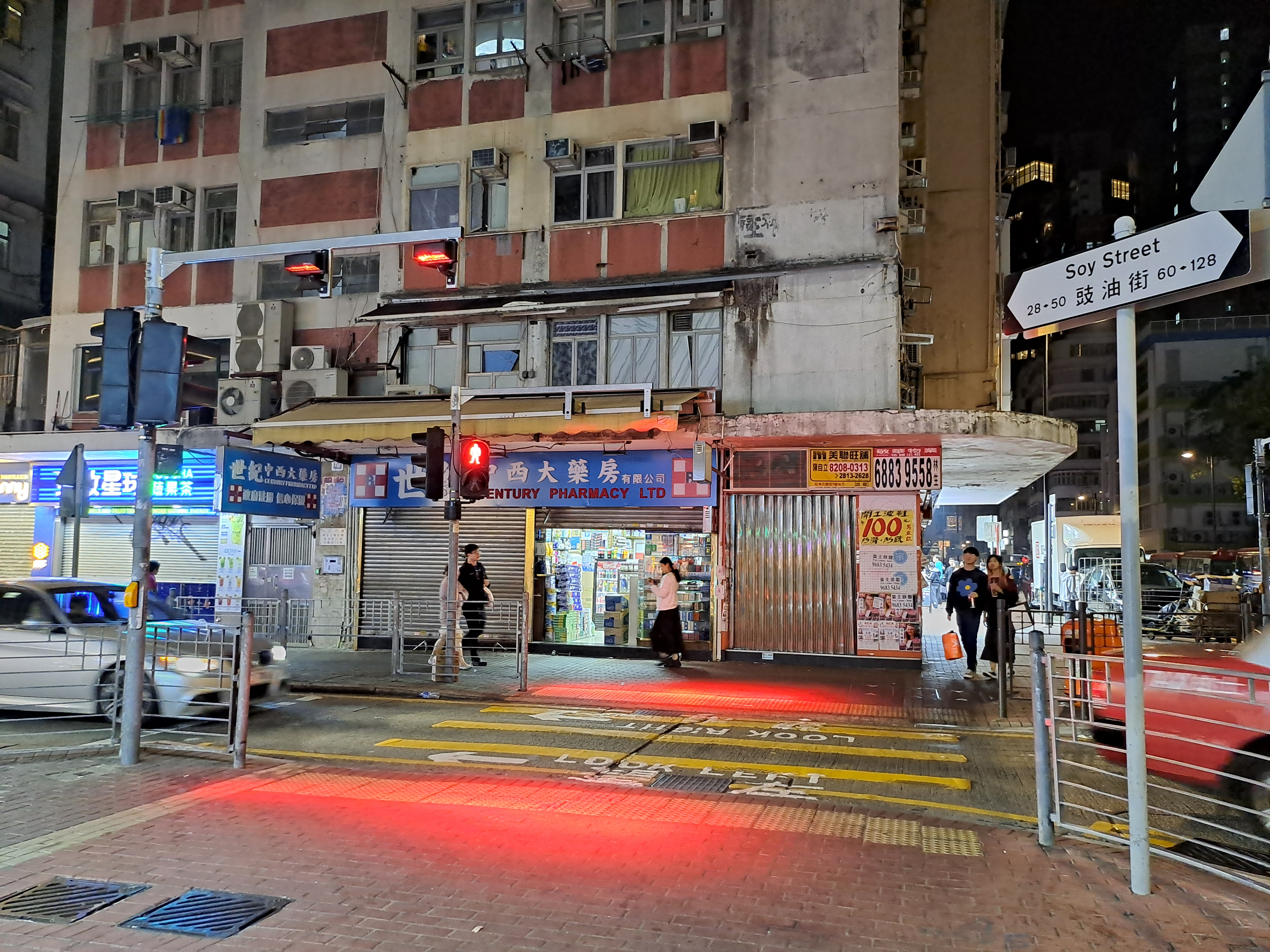
香港的行人過路燈於2022年7月起陸續安裝輔助裝置，以加強行人安全
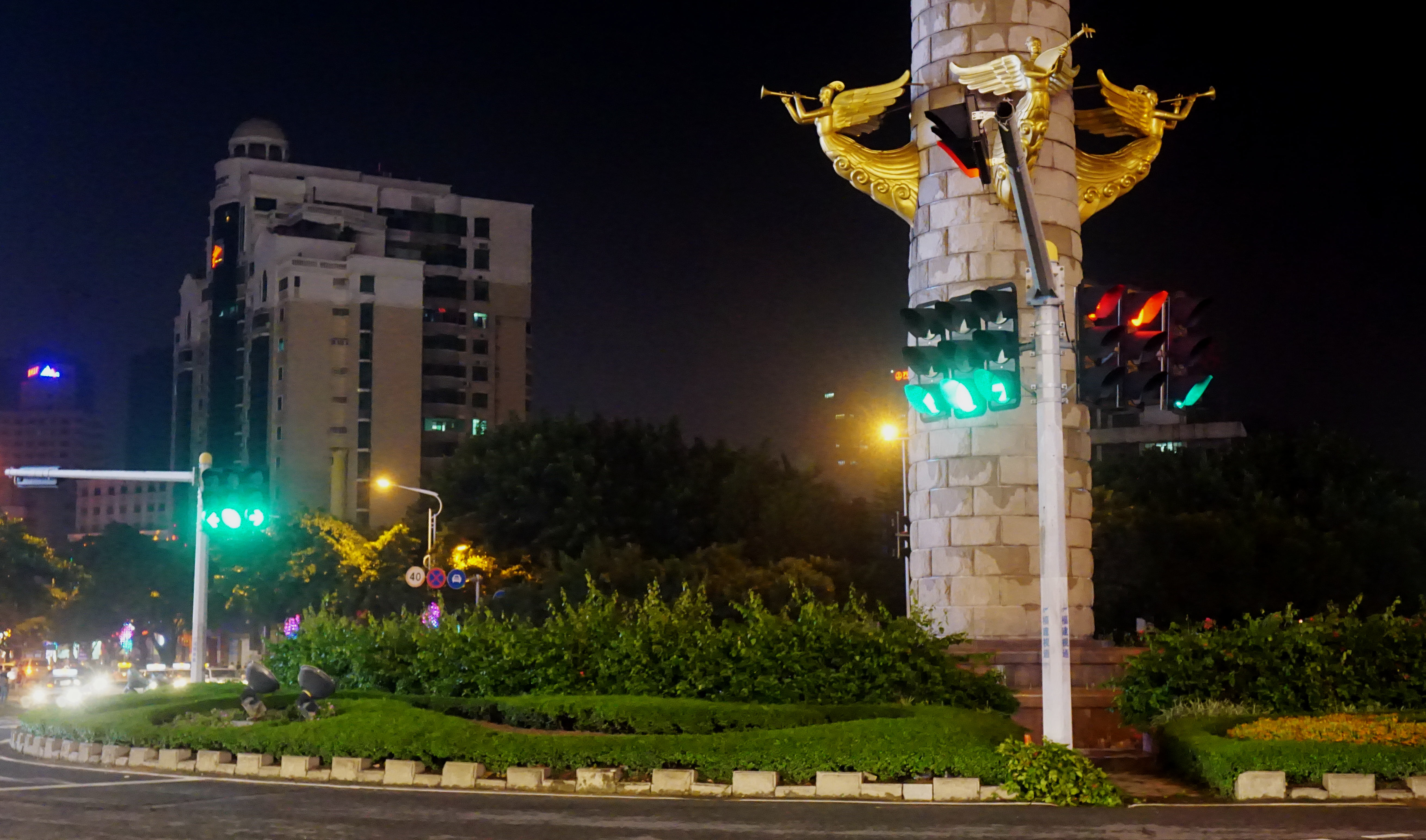
于中國泉州市城雕环岛设立的国标3孔式组合灯控

## 資料來源
註釋
1. ↑  這些通常都是較舊的交通信號燈，在德克薩斯州休斯敦就有很多這樣的例子。由於懸掛式信號燈的構造，使得由同一燈源同時照亮四個方向的信號燈都會有這樣的特性：某來回二方向以紅-黃-綠的順序顯示，橫向來回就會以綠-黃-紅的順序顯示，因此沒有所謂“全紅時段”。[來源請求]

來源
1. ↑  Day, Lance; Ian McNeil. . Taylor & Francis. 1996: 404–5. ISBN 0-415-06042-7.
2. ↑  .   [2015-08-05]. （原始内容存档于2017-08-22）.
3. ↑  . didyouknow.org.   [2016-05-25].
4. ↑  . drivingtesttips.biz.   [2017-12-21]. （原始内容存档于2015-08-17）.
5. ↑  . www.dot.state.mn.us.   [2017-12-21]. （原始内容存档于2020-11-11）.
6. ↑  . What is USA News. 10 March 2014  [2013-09-16]. （原始内容存档于2014-02-21）.
7. 1 2 3 4 5 6 7 8 9 10 11 12 13 14  Sessions, Gordon M. . Washington: Institute of Traffic Engineers. 1971. OCLC 278619.
8. ↑  Thames Leisure. .   [2017-01-25]. （原始内容存档于2017-01-07） （英国英语）.
9. ↑  BBC. .   [2016-09-27]. （原始内容存档于2017-08-22） （英国英语）.
10. 1 2  Pollard, Justin. "THE ECCENTRIC ENGINEER: The history of traffic lights is full of twists and turns". 2008. ENGINEERING AND TECHNOLOGY -IET-. 3 (15): 93. Page 93
11. ↑  University of London. . Victoria County History.   [2013-02-03]. （原始内容存档于2014-11-01）.
12. ↑  "Westminster Street Semaphore Signals.-Gas." Times [London, England] 6 Jan. 1869: 10. The Times Digital Archive. Web. 5 Aug. 2015. Describes the explosion but does not mention the fate of the policeman.
13. ↑  . BBC. 22 July 2009  [2009-11-08]. （原始内容存档于2017-08-22）.
14. ↑  Day, Lance; Ian McNeil. . Taylor & Francis. 1996: 404–5. ISBN 0-415-06042-7.
15. 1 2 3 4 5  McShane, C. 1999. "The Origins and Globalization of Traffic Control Signals". JOURNAL OF URBAN HISTORY. 25 (3): 379-404. Page 382
16. ↑  Mary Bellis. . Inventors.about.com. 5 February 1952  [2009-05-19].[]
17. ↑  . The Motorist (Ken Pub. Co). August 1914: 28–29.
18. ↑  Moyer, Sheldon. . Motor News (Automobile Club of Michigan). March 1947: 14–15, 27.[永久]
19. ↑  CityDig: Should I Stop or Should I Go? Early Traffic Signals in Los Angeles （页面存档备份，存于）. Los Angeles Magazine. Retrieved 2015-01-01.
20. ↑  . www.aaregistry.org.   [2016-02-19]. （原始内容存档于2016-03-01）.
21. ↑  A, Morgan Garrett, , 20 Nov 1923  [2016-02-19], （原始内容存档于2016-04-02）
22. ↑  . Exploring 20th Century London. The Museum of London.   [24 June 2013]. （原始内容存档于2012-08-04）.
23. ↑  . Wolverhampton City Council.   [1 July 2008]. （原始内容存档于2008年9月20日）.
24. ↑  . The Hindu. 6 August 2015  [26 August 2016]. （原始内容存档于2016-12-20） （英语）.
25. ↑   (PDF). U.S. Department of Transportation Federal Highway Administration: 498.   [2018-12-04]. （原始内容存档 (PDF)于2020-10-19） （美国英语）.
26. ↑  . 2009-06-03  [2007-09-09]. （原始内容存档于2020-08-20） （日语）.
27. ↑  . Carrollton Texas.   [12 July 2014]. （原始内容存档于2010-01-13）.
28. ↑  Backhaus, Peter. . The Japan Times. 25 February 2013  [14 July 2017]. （原始内容存档于2020-12-04）.
29. ↑  . legislation.gov.uk. The National Archives. 2016  [14 July 2017]. （原始内容存档于2017-12-09）.
30. ↑  Types of Pedestrian Crossing in the UK （页面存档备份，存于）. 2pass.co.uk.
31. ↑  .   [2017-12-21]. （原始内容存档于2010-01-05）.
32. ↑  .   [2017-12-21]. （原始内容存档于2017-12-09）.
33. ↑   (PDF).   [2017-12-21]. （原始内容存档 (PDF)于2016-09-23）.
34. ↑  （荷兰文） RVV 1990 artikel 70 Official regulation of traffic rules and traffic signs
35. ↑  . United States Patent and Trademark Office.   [7 October 2005]. （原始内容存档于2016-12-21）.
36. ↑  . dot.gov.   [2017-12-21]. （原始内容存档于2020-12-04）.
37. ↑  . Ohio Laws and Rules.   [22 July 2014]. （原始内容存档于2014-07-28）.
38. ↑  . Virginia General Assembly.   [22 July 2014]. （原始内容存档于2014-07-26）.
39. ↑  nsw.gov.au （页面存档备份，存于）. Rta.nsw.gov.au.
40. ↑  Justia.com Archive.today的存檔，存档日期2012-07-09 para 3a.
41. ↑  . Geocities.com.   [2009-05-19]. （原始内容存档于2009-10-24）.
42. 1 2  .   [2018-12-05]. （原始内容存档于2020-11-27） （中文（臺灣））.
43. ↑  . CTV. 5 October 2011  [5 October 2011]. （原始内容存档于2020-03-11）.
44. ↑  ABC News. . ABC News.   [2018-12-04]. （原始内容存档于2017-08-16）.
45. ↑  Marmarelli, Beth. . University of Michigan. 22 June 2011  [22 June 2011]. （原始内容存档于2012-04-13）.
46. ↑  Hankscraft Inc. . Class name: Heating devices combined with diverse-type art device electrical devices, 20120255942. United States Patent Office. 11 October 2012  [11 October 2012]. （原始内容存档于2015-06-29）.
47. ↑  . Mutcd.fhwa.dot.gov.   [19 May 2009]. （原始内容存档于2022-10-05）.
48. ↑  向樂高. . 香港01. 2019-06-02  [2024-10-04]. （原始内容存档于2024-10-07） （中文（香港））.
49. ↑  . www.td.gov.hk.   [2024-10-04]. （原始内容存档于2025-01-10）.